# Bělorusko
Bělorusko, plným názvem Běloruská republika, je vnitrozemský stát ve východní Evropě. Na severozápadě sousedí s Litvou a Lotyšskem, na východě a severovýchodě s Ruskem, na jihu s Ukrajinou a na západě s Polskem. Je to relativně rovinatý stát s rozsáhlými bažinatými oblastmi s hemiboreálním podnebím. Bělorusko se dělí na šest oblastí, na ploše asi 208 000 km² žije 9,2 milionu obyvatel, má tak jednu z nejnižších hustot zalidnění na kontinentu. Hlavním a největším městem je Minsk. Dalšími velkými městy jsou Homel, Vitebsk, Grodno a Brest. Celkem 85 % obyvatel tvoří etničtí Bělorusové, nejpoužívanějším jazykem je však ruština, která má vedle běloruštiny úřední status.
Země je součástí původní domoviny slovanských jazyků. Od středověku do 20. století ovládaly území dnešního Běloruska v různých obdobích různé státy, včetně Kyjevské Rusi, Polockého knížectví, Litevského velkoknížectví, Polsko-litevské unie a Ruského impéria. Po ruské revoluci v roce 1917 vznikly různé státy, které soupeřily o legitimitu uprostřed občanské války a nakonec skončily vznikem Běloruské sovětské socialistické republiky (Běloruská SSR), která se v roce 1922 stala zakládající republikou Sovětského svazu. Po polsko-sovětské válce (1918–1921) ztratilo Bělorusko téměř polovinu svého území ve prospěch Polska. Velká část hranic Běloruska získala svou moderní podobu v roce 1939, kdy k němu byly po sovětské invazi do Polska znovu připojeny některé části Druhé polské republiky, a byla definitivně vymezena po druhé světové válce. Během druhé světové války vojenské operace zpustošily Bělorusko, které ztratilo asi čtvrtinu obyvatel a polovinu hospodářských zdrojů.
V roce 1945 se Běloruská SSR stala zakládajícím členem Organizace spojených národů a Sovětského svazu. Republika byla domovem rozsáhlého a různorodého protinacistického povstaleckého hnutí, které dominovalo politice až do 70. let 20. století a dohlíželo na přeměnu Běloruska z agrárního na průmyslový stát. Po roce 1986 bylo jednou z oblastí nejvíce postižených černobylskou jadernou katastrofou. Parlament republiky vyhlásil v červenci 1990 svrchovanost Běloruska a během rozpadu Sovětského svazu získalo Bělorusko v srpnu 1991 nezávislost. Po přijetí nové ústavy v roce 1994 byl Alexandr Lukašenko v prvních a jediných svobodných volbách po získání nezávislosti zvolen prvním prezidentem Běloruska a od té doby zastává funkci prezidenta. V roce 2000 podepsaly Bělorusko a Rusko smlouvu o užší spolupráci, a vytvořily tak Svaz Ruska a Běloruska.
Bělorusko je podle ústavy unitární poloprezidentskou republikou s dělbou moci, ve skutečnosti jde o vysoce centralizovanou autoritářskou vládu a některá média, politici a autoři zemi často označují za „poslední diktaturu v Evropě“ a prezidenta Alexandra Lukašenka za „posledního diktátora v Evropě“. Země je tudíž považována za autokracii, kde je moc soustředěna v rukou prezidenta. V mezinárodním měřítku svobody tisku a občanských svobod se umisťuje na nízkých příčkách. Je rozvojovou zemí a pokračuje v některých politikách ze sovětské éry, například ve státním vlastnictví velkých částí ekonomiky. Bělorusko je jedinou evropskou zemí, která v praxi vykonává trest smrti. V indexu lidského rozvoje je Bělorusko na devátém nejnižším místě v Evropě a zároveň na 69. místě ve světě. Země je od svého založení členem Organizace spojených národů a stala se členem Společenství nezávislých států, Organizace pro bezpečnost a spolupráci v Evropě, Organizace Smlouvy o kolektivní bezpečnosti, Eurasijského ekonomického svazu a Hnutí nezúčastněných zemí. Neprojevuje žádné snahy o vstup do Evropské unie, ale udržuje s tímto blokem bilaterální vztahy.

## Název
Název Bělorusko úzce souvisí s pojmem Bělaja Rus, tedy česky Bílá Rus. Existuje několik tvrzení o původu názvu Bílá Rus. Etnicko-náboženská teorie předpokládá, že název označoval část starých ruských zemí v rámci Litevského velkoknížectví, která byla osídlena převážně Slovany, kteří byli brzy pokřesťanštěni, na rozdíl od Černé Rusi, jež byla osídlena převážně pohanskými Balty. [17] Alternativní vysvětlení názvu komentuje bílý oděv, který nosí místní slovanské obyvatelstvo. Třetí teorie předpokládá, že staré ruské země, které nebyly dobyty Tatary (tj, Polock, Vitebsk a Mogilev), byly označovány jako Bílá Rus. Čtvrtá teorie předpokládá, že bílá barva byla spojována se západem a Bělorusko bylo v 9. až 13. století západní částí Rusi.
Pojem Bělarussia (rusky Белору́ссия, druhá část je podobná, ale píše se a zdůrazňuje jinak než Росси́я, Russia) se poprvé objevil v dobách Ruského impéria a ruský car byl obvykle stylizován jako „car všech Rusů“, protože Rusko nebo Ruská říše byla tvořena třemi částmi Ruska – Velkou, Malou a Bílou. Tím se tvrdilo, že všechna území jsou ruská a všechny národy jsou také ruské; v případě Bělorusů šlo o varianty ruského národa.
Po říjnové bolševické revoluci v roce 1917 způsobil termín Bílé Rusko určité zmatky, protože to byl také název vojenské síly, která se postavila proti rudým bolševikům[24]. v období Běloruské SSR byl termín Bělorussia přijat jako součást národního uvědomění. V západním Bělorusku pod polskou kontrolou se Bělorussia v meziválečném období začalo běžně používat v oblastech Bělostoku a Grodna.
Termín Bělarussia (jeho názvy v jiných jazycích, např. v češtině, vycházejí z ruské podoby) se oficiálně používal pouze do roku 1991. Oficiálně je plný název země Běloruská republika (Рэспубліка Беларусь, Республика Беларусь, Respublika Belarus). V Rusku je používání názvu Bělorussia stále velmi rozšířené.

## Dějiny

### Prehistorie

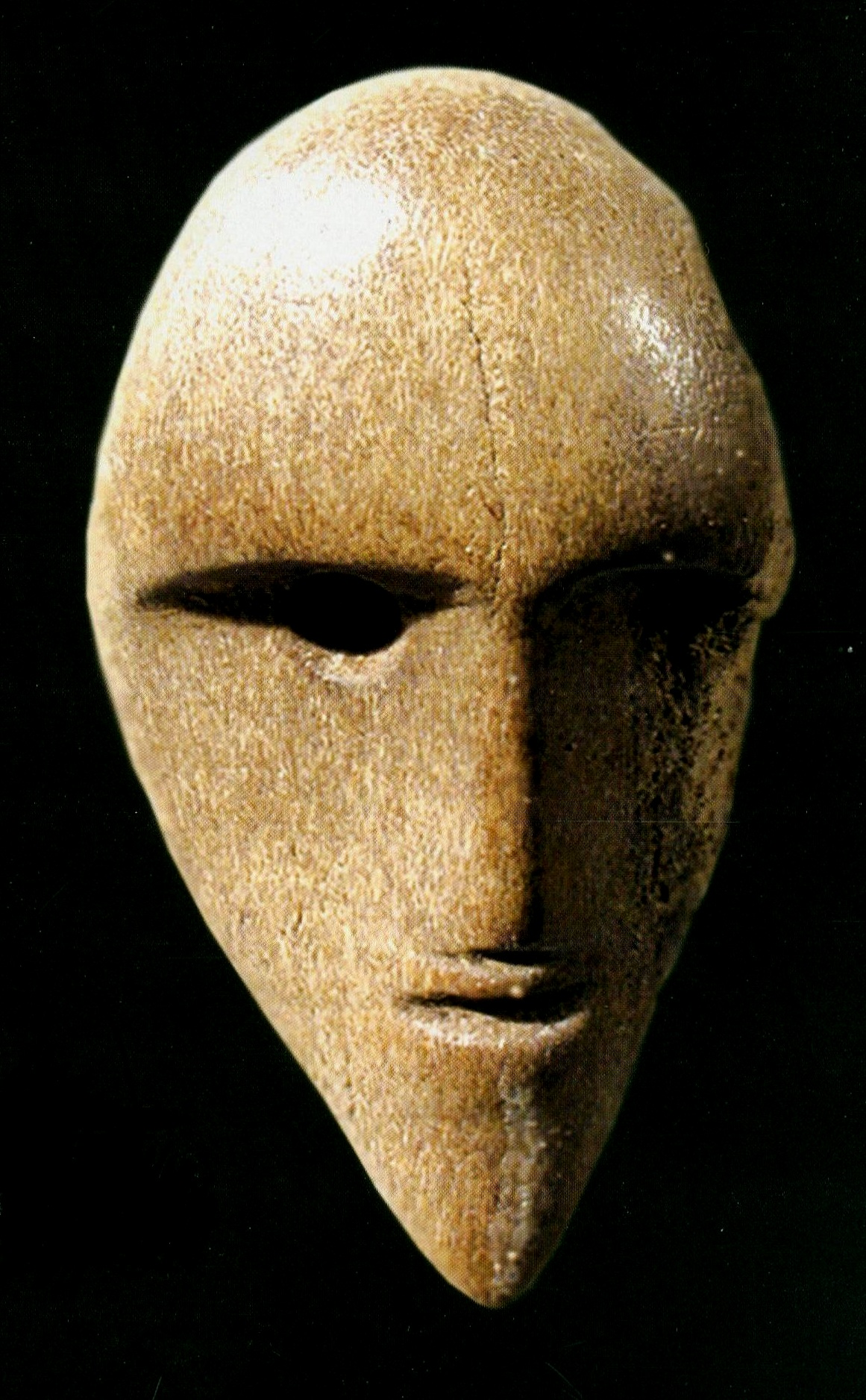
Neolitický nález z Vitebské oblasti

Od roku 5000 do roku 2000 před naším letopočtem převládala na dnešním běloruském území kultura s lineární keramikou. Nalezeny byly i pozůstatky kultury Dněpersko-doněcké ze stejné doby. Kimmeriové a další kočovníci se pohybovali po této oblasti do roku 1000 př. n. l. Ve 3. století př. n. l. se objevila Zarubiněcká kultura, poprvé popsaná českým archeologem Čeňkem Chvojkou. Zarubiněcká kultura byla patrně produktem baltských kmenů, jako byli například Jotvingové.
Kolem 5. století byla oblast převzata slovanskými kmeny. Převzetí bylo částečně způsobeno nedostatečnou vojenskou koordinací Baltů, ale postupná asimilace Baltů do slovanské kultury měla mírumilovnou povahu. K přišlým slovanským kmenům patřili Kriviči, Dregoviči, Polochané nebo Radimiči. Jejich oblast vymezili Skytové, kteří migrovali na okrajích slovanského osídlení. Nájezdníci z Asie, mezi nimiž byli Hunové a Avaři, tudy prošli v 5.–7. století, ale nedokázali Slovany vytlačit.

### Polock a Kyjevská Rus

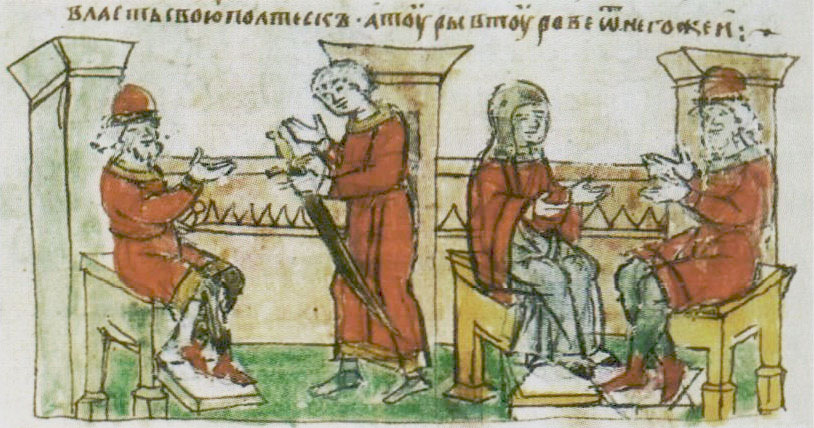
Ragnvald a Rogněda

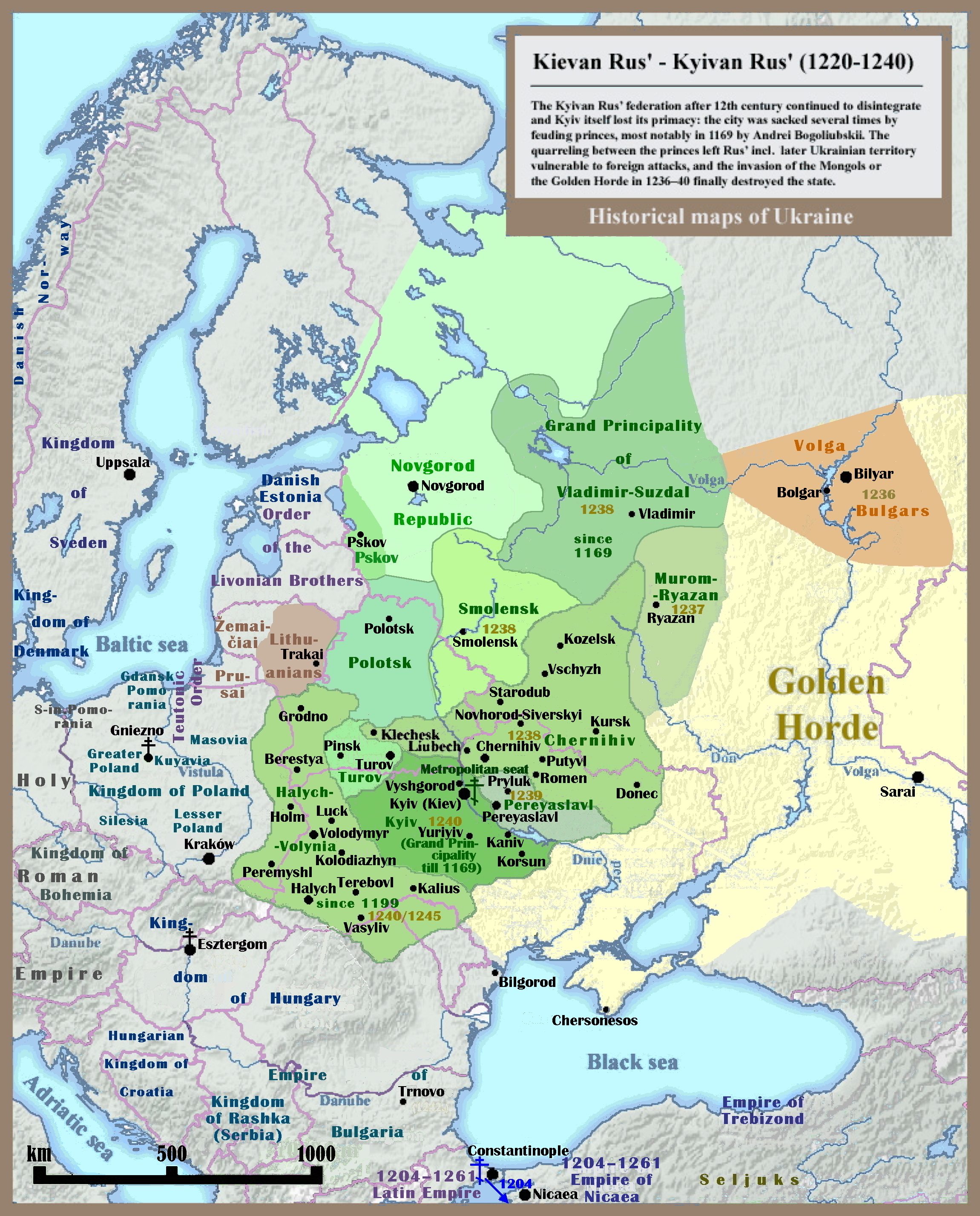
Ruská knížectví v době mongolské invaze na Rus ve 13. století

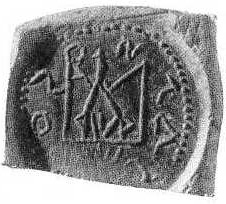
Izjaslavova pečeť nalezená v roce 1954

První zmínky o běloruských knížectvích pocházejí z 9. století. Nejdůležitějším z nich bylo Polocké knížectví, první významný státní útvar běloruských dějin. Hlavním městem byl Polock, jež je v písemných pramenech poprvé zmiňován roku 860. Zakladatelem knížectví byl Varjag (Viking) Ragnvald. Příběh jeho dcery Rognědy, kterou unesl kníže Kyjevské Rusi Vladimír I., patří k nejznámějším příběhům raných běloruských dějin.
Polocké knížectví bylo do velkého slovanského soustátí Kyjevské Rusi nakonec v 10. století integrováno, stalo se jedním ze tří jejích hlavních stavebních kamenů. Kyjevská Rus přinesla Polockému státu christianizaci, jež započala okolo roku 992. Misionáře vyslal z kyjevského centra Vladimír I. Za vlády Izjaslava Vladimiroviče (978–1001), „knížete knihomila“, došlo v Polocku ke kulturnímu rozkvětu a zavedení cyrilice. Za vlády knížete Vseslava Brjačislaviče (1044–1101) získal Polock na Kyjevu mnohem větší nezávislost. Vseslav politicky těžil z krize uvnitř Kyjevské Rusi, ekonomicky ze zprostředkování obchodu mezi Kyjevem a Skandinávií. V roce 1067 bylo poprvé v písemných pramenech zmíněno město Minsk.
V oblasti již předtím existovala ještě další knížectví, jiná vznikla po rozpadu Polocku: Turovské, Gorodenské, Vitebské nebo Minské knížectví. Nejvýznamnější z nich bylo Turovské, jehož první kníže Svatopluk Vladimirovič sehrál významnou roli při formování Kyjevské Rusi.
Po zániku Kyjevské Rusi (definitivně 1240) pod náporem Mongolů (běloruskému území se jejich invaze vyhnula) začala do mocensky rozdrobeného prostoru pronikat litevská knížata. Území tzv. Černé Rusi (okolí Novogrodku) si podřídil už kníže, později král, Mindaugas v polovině 13. století. Roku 1242 se k Litvě připojilo i Minské knížectví. Po roce 1316 (nástup Gediminase) už litevští panovníci systematicky připojovali jednotlivé běloruské a ukrajinské země ke svému soustátí.

Stará běloruská vlajka se znakem Pahoňa

Také vzrůstající tlak německých vojsk (Řád německých rytířů a Řád mečových rytířů) a nájezdy Tatarů/Mongolů přispěly ke zformování litevsko-běloruské jednoty. Bílá Rus tvořila podstatnou část Velikého knížectví litevského. Hlavní město se zpočátku dokonce nacházelo v Bělorusku, byl jím Novogrodek, kde byl roku 1253 korunován první (a poslední) litevský král Mindaugas. Roku 1323 bylo ale hlavní město přesunuto více na západ, do dnešního litevského Vilniusu (Vilna). Zlatá éra tohoto státního útvaru nastala zejména za vlády Vitolda Velikého. Jeho dědictvím jsou i symboly jako znak zvaný pahoňa nebo bílo-červeno-bílá vlajka. Ty však jsou dnes v Bělorusku státními orgány vytlačovány z veřejného prostoru.

### Polsko-litevská unie

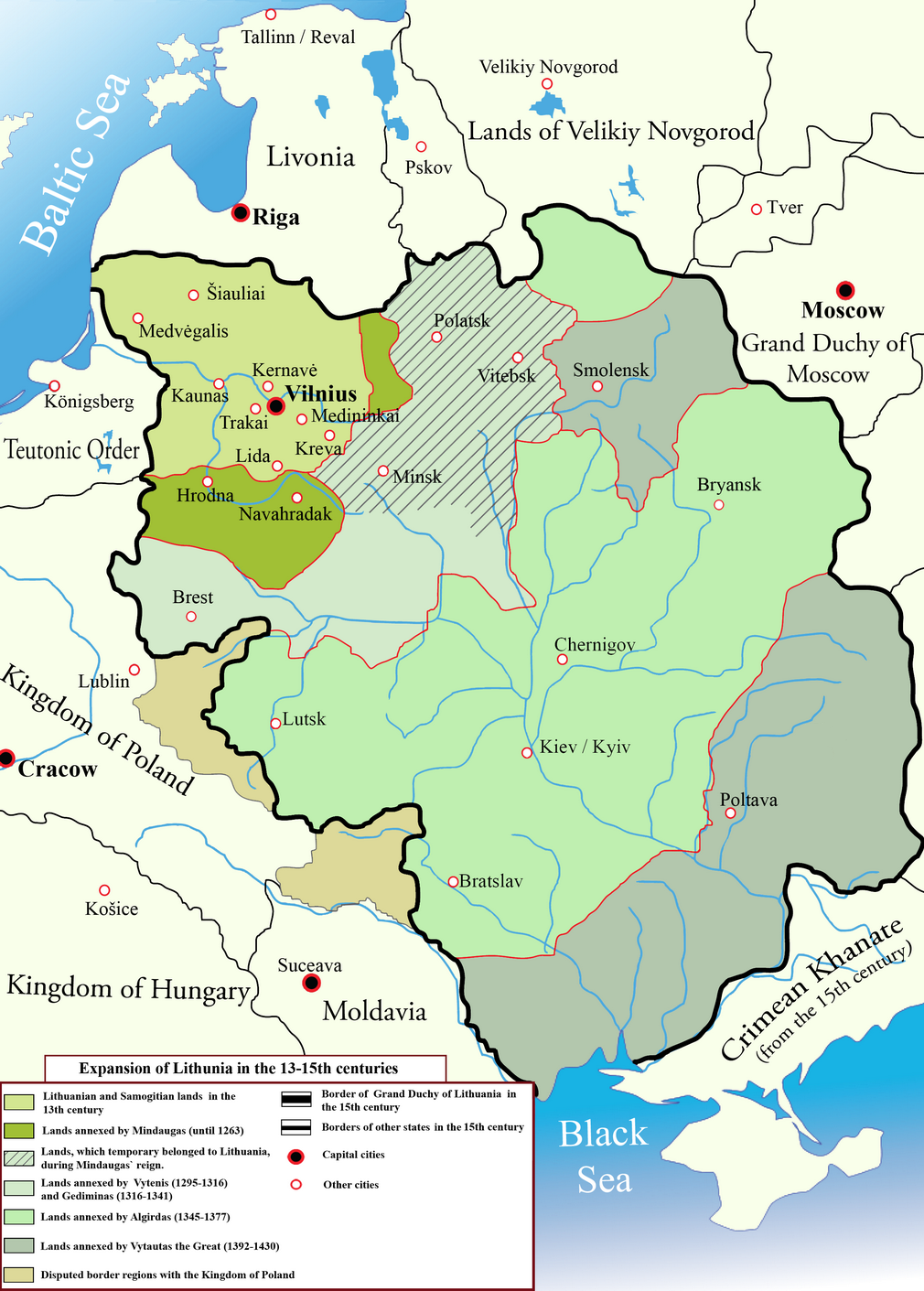
Litevské velkoknížectví v 13.–15. století, v době největšího rozmachu; právě Bílá Rus spolu se starou Litvou tvořily jádro tohoto státu

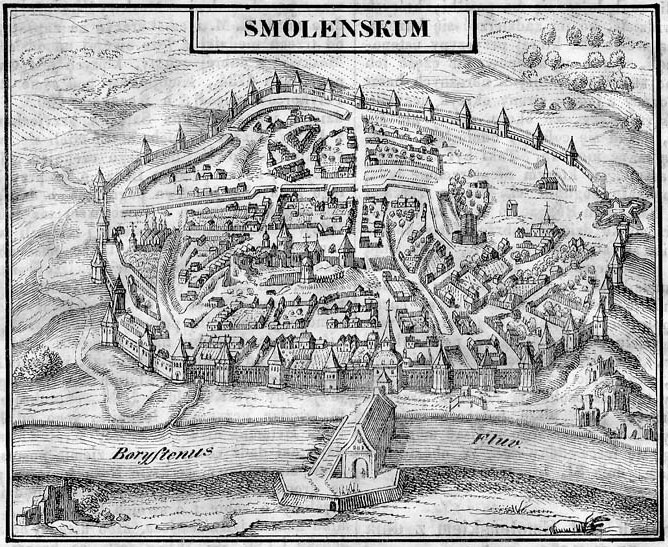
Smolensk roku 1627

Útoky moskevských vojsk na východní hranice země na konci 15. století (viz též rusko-litevské války) si vynutily centralizaci státu a zvýšení finančních výdajů na vojsko. Na začátku 16. století ztratila slábnoucí Litva východní část Bílé Rusi včetně města Smolenska (1514). Ten byl sice roku 1611 Rusům ještě jednou vyrván, ale roku 1654 ho získali znovu v chaosu Chmelnického povstání a je součástí Ruska do dnešních dnů.
V roce 1569 se Litva a sousední Polsko, do té doby spojené pouze osobou panovníka, sjednotily ve federativní stát nazvaný Republika obou národů. Pro Litvu a Bílou Rus to znamenalo ztrátu některých území na jihu (dnes Ukrajina) a podřízení se svrchovanosti polského království. Také částečnou polonizaci (především šlechty a kléru). Poláci usilovali též o katolizaci, nakonec zvolili kompromis zvaný Brestlitevská unie (1595), jež znamenala v Bělorusku vytvoření Běloruské řeckokatolické církve, která se podřídila římskému papeži, ale mohla si ponechat východní rituály a církevní slovanštinu.
V roce 1697 bylo zakázáno používat běloruštinu (přesněji tehdejší rutenštinu, zvanou též staroběloruština) v úředním styku. Na druhou stranu, díky sjednocení tří historických zemí bylo možné až do poloviny 17. století vzdorovat tlaku Ruského carství. V době Republiky obou národů byla běloruština silně ovlivněna polštinou.[zdroj?]

### Ruské impérium

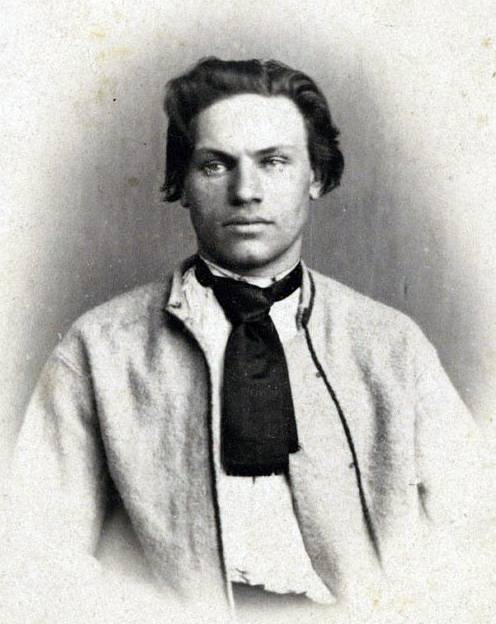
Konstanty Kalinowski

V letech 1772–1795 se dělením Polska země postupně stala součástí Ruského impéria. Běloruská území získaná Kateřinou II. byla v roce 1796 zahrnuta do Běloruské gubernie. Běloruština byla následně omezována ve prospěch ruštiny a byla podporována pouze pravoslavná církev, zatímco řeckokatolická církev uznávající autoritu papeže byla potlačována.
V letech 1830/31 propuklo v Polsku (tzv. Kongresovce), Litvě a na Bílé Rusi protiruské povstání, které ale bylo tvrdě potlačeno. Roku 1839, za vlády Mikuláše I., byla zahájena silná rusifikace. Bylo zakázáno používání běloruského jazyka ve veřejných školách, nesměly vycházet knihy v běloruštině. K těm, kdo vzdorovali, patřil Konstanty Kalinowski (Kastus Kalinouski), jenž pocházel ze zemanské rodiny na východě Běloruska. V Hrodnu založil organizaci, která začala vydávat noviny Mużyckaja praŭda. Vycházely v běloruštině, nebyly ovšem tištěny cyrilicí, nýbrž latinkou. Když se Kalinowski roku 1863 dozvěděl, že v Polsku vypuklo Lednového povstání, rozhodl se zahájit vzpouru i v Bělorusku, k níž se snažil strhnout hlavně rolníky. Snil o obnovení polsko-litevského soustátí, v němž by Bělorusko mělo autonomii, a kde by byla lépe vyřešena sociální, zejména rolnická otázka. Jeho povstání ale Moskva potlačila a Kalinowski byl oběšen roku 1864.
Kalinowského postava, jako mnoho jiných témat, je dodnes v Bělorusku předmětem sporů, Lukašenkova vláda jeho památku potlačuje, kvůli jeho protiruskému zaměření. Kalinowského jméno si dal do názvu i běloruský pluk bojující od roku 2022 proti ruským okupantům na Ukrajině.
Po potlačení povstání ruská vláda v roce 1864 striktně nařídila užívání cyrilice a až do roku 1905 nebylo povoleno vydávání žádných tiskovin v běloruštině. Koncem 19. století a začátkem 20. století zesílilo národní hnutí, které usilovalo o samosprávu a opětovné zavedení běloruštiny (např. časopis Gomon). Začaly se objevovat i socialistické myšlenky – Ignacy Hryniewiecki, vrah cara Alexandra II., byl zakladatelem běloruské sekce radikálního hnutí Narodnaja volja.

### 20. století

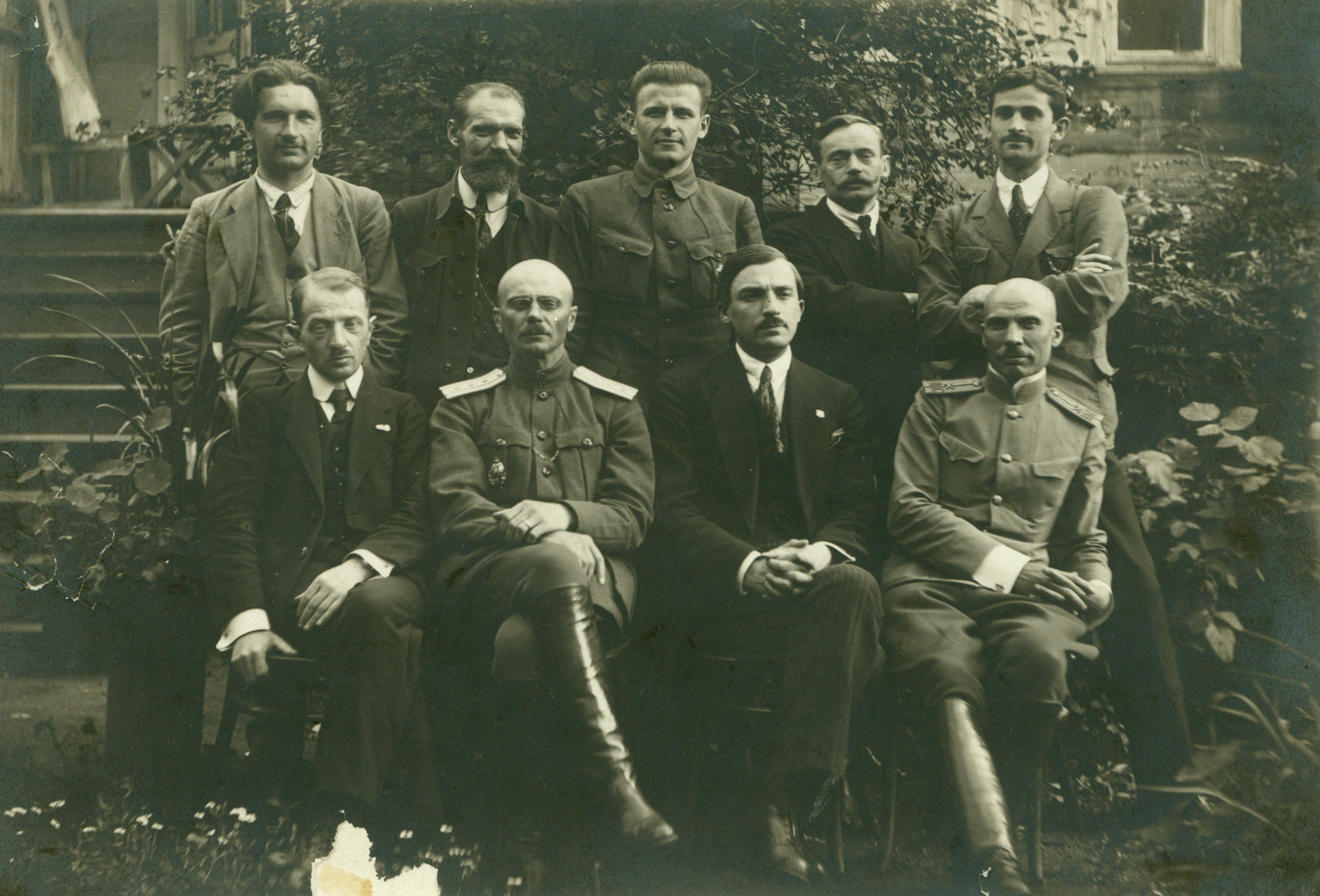
První běloruská vláda roku 1918, dole druhý zleva prezident Sierada

Po zhroucení carského Ruska se v prosinci 1917 konal Všeběloruský sjezd, na kterém byla zvolena vláda Běloruska. Po podepsání Brestlitevského míru byla 25. března 1918 vyhlášena Běloruská lidová republika, první nezávislý stát v dějinách nazývající se Bělorusko. Prvním prezidentem byl Jan Serada. Stát však existoval jen krátce, pohltila ho ruská Rudá armáda. Vláda odešla do exilu, za oficiálního představitele Běloruska byla uznána Německem, Litvou a Československem. Existuje dosud, jako nejdéle sloužící exilová vláda na světě. Centrem běloruské protibolševické emigrace se stala Praha, exilová vláda zde sídlila od roku 1923. První exilový prezident Petr Krečevski i jeho nástupce Vasilij Ivanovič Zacharka jsou pohřbeni na Olšanských hřbitovech. Třetí prezident Mikola Abramčyk v Praze žil a studoval, funkce se roku 1943 ujímal však již v Paříži.

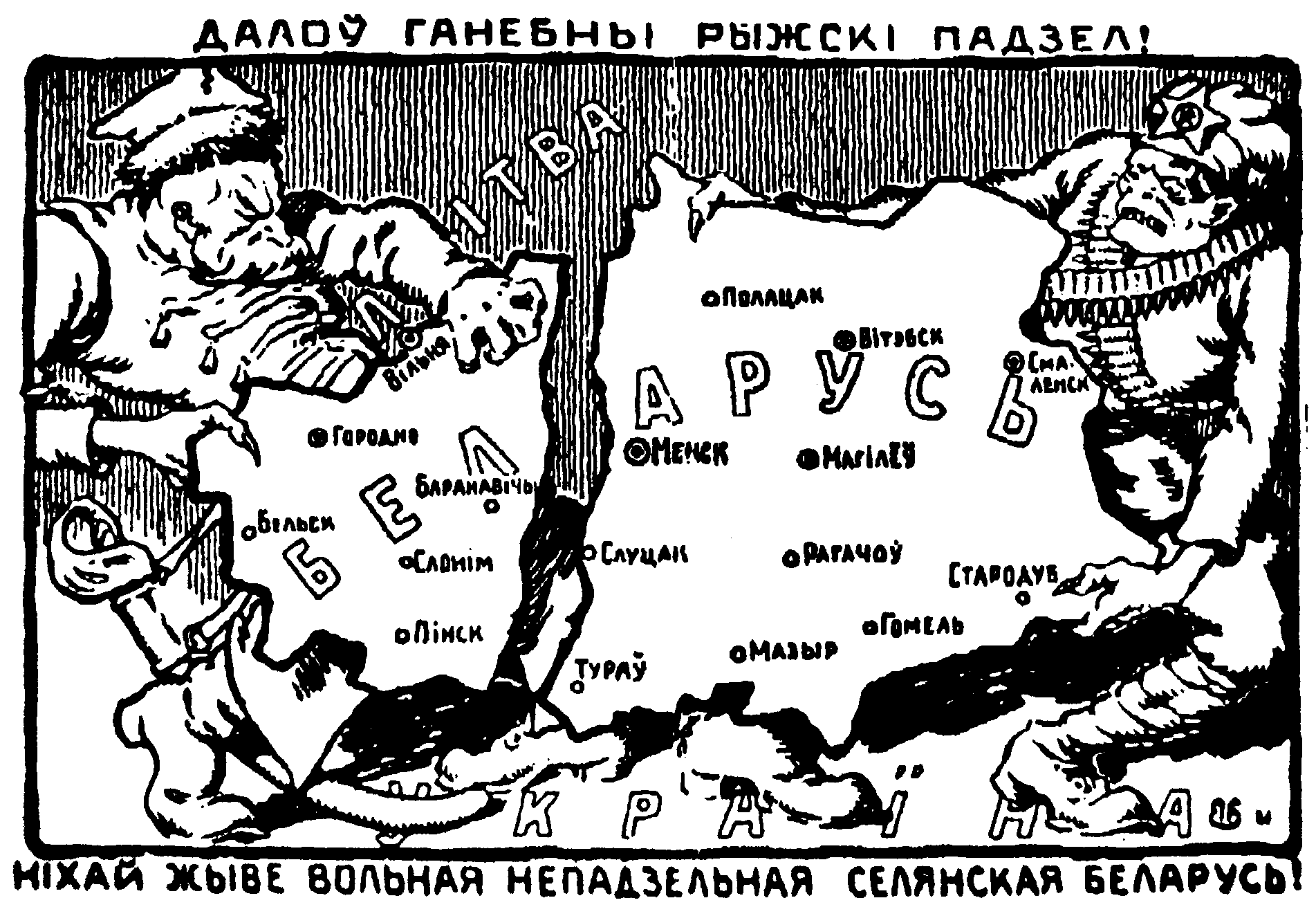
Karikatura znázorňující rozdělení Běloruska mezi Polsko a sovětské Rusko roku 1921

Bolševici 1. ledna 1919 vyhlásili Běloruskou sovětskou socialistickou republiku. O její území se bojovalo v sovětsko-polské válce, ale po ní v roce 1921 připadla západní část – tzv. kresy (přibližně třetina území včetně Grodna a Brestu Litevského) – Polsku. Je známa též jako Západní Bělorusko. Zbývající část včetně Minsku pak zůstala Běloruské SSR v rámci Sovětského svazu. Nacionalistická Druhá Polská republika zavírala v kresech běloruské školy a potlačovala používání běloruštiny. Běloruskou reprezentaci zde vedl Branislav Taraškievič. Jeho Svaz běloruských rolníků a dělníků byl však polskou vládou zakázán a Taraškievič zatčen. 

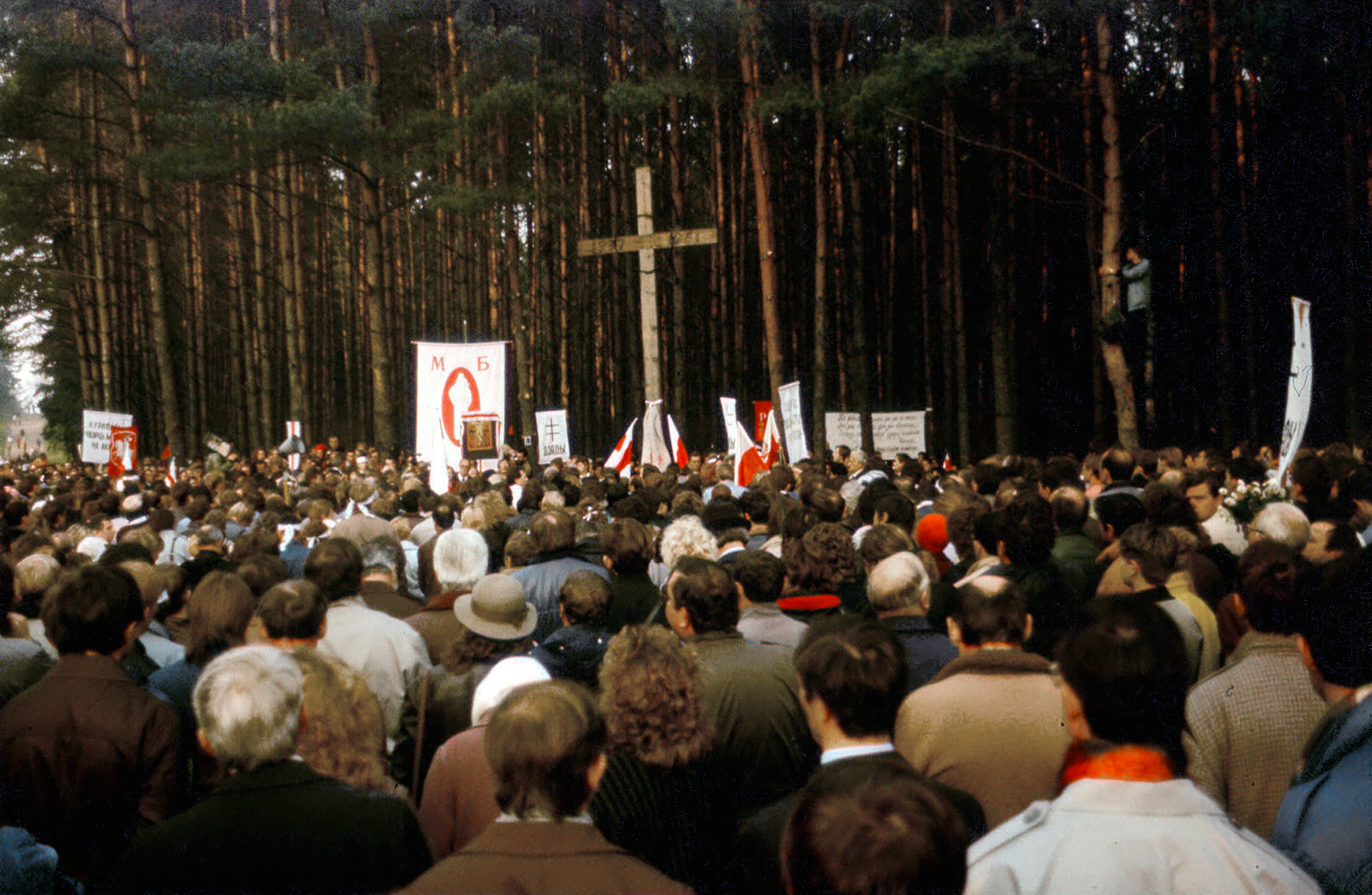
Připomínka masového vraždění v Kurapaty, rok 1989

Ještě horší útlak však čekal Bělorusy v Sovětském svazu. V Kurapaty se konaly hromadné popravy běloruských občanů v období Stalinovy velké čistky. Místo je kvůli tomu někdy nazýváno též "běloruská Katyň". Počet obětí je dodnes utajován, odhady se pohybují od třiceti tisíc po čtvrt milionu popravených. Během „noci popravených básníků“, z 29. na 30. října 1937, bylo v minském vězení zastřeleno 130 významných osobností běloruské kultury (Michaś Čarot, Julij Taubin, Valery Marakou ad.). Byli rovněž zahrabáni v Kurapaty. Hrůznou historii místa odhalil až článek běloruských historiků Zjanona Pazňaka a Jauhena Šmyhaleva zveřejněný roku 1988 během Gorbačovovy perestrojky. Bělorusové pořádají od té doby k místu poutě během dušiček, Lukašenkův režim proti nim ale zasahuje a snaží se vzpomínku na stalinské represe vymazat.

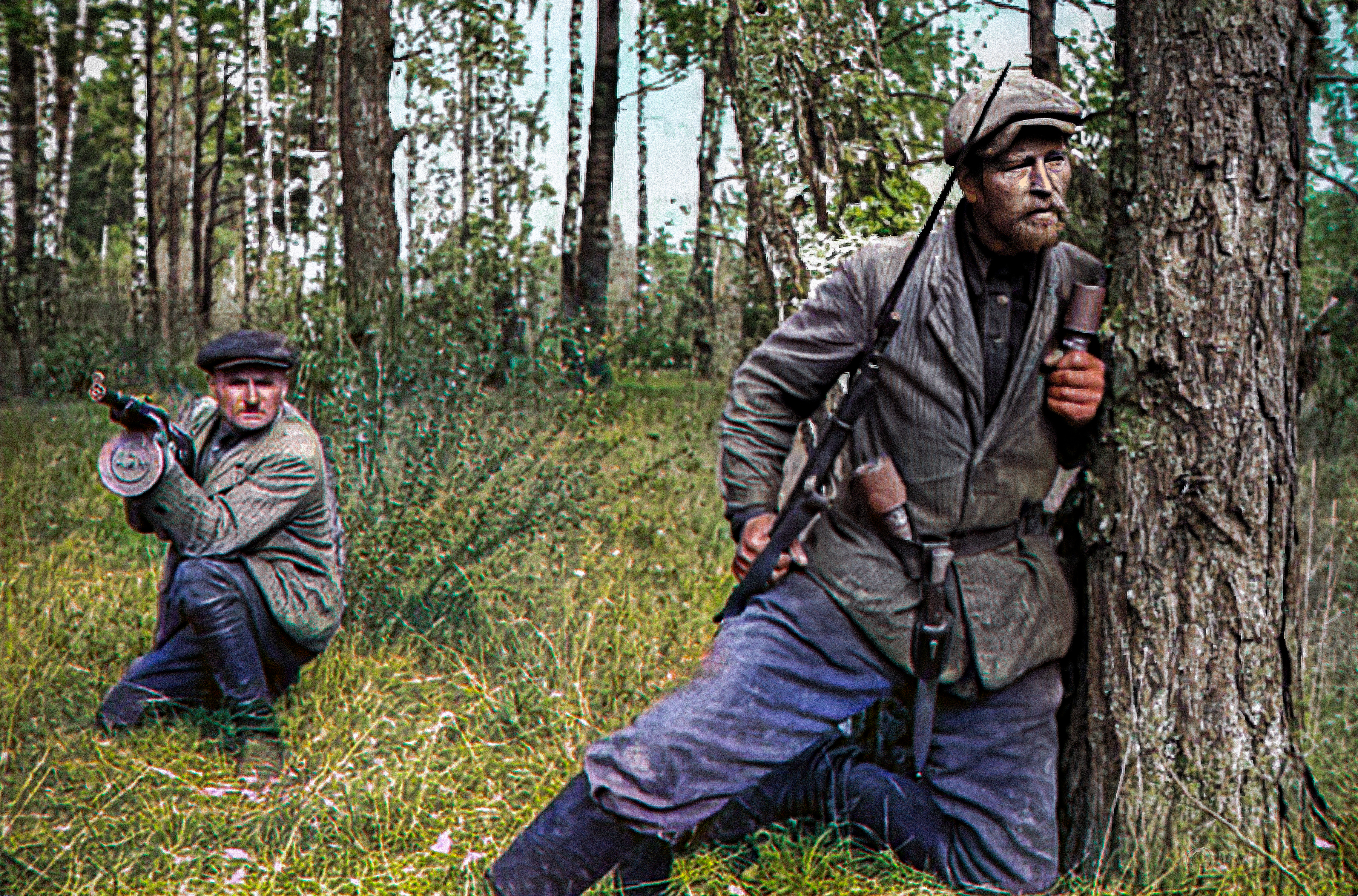
Běloruští partyzáni

V září 1939, šestnáct dní po německé invazi, bylo Polsko z východu přepadeno Sovětským svazem; polská část Běloruska byla následně připojena k Běloruské SSR a byla zde zahájena kolektivizace. Německá invaze do SSSR během druhé světové války a následná německá okupace způsobila Bělorusku obrovské škody a ztrátu 2,2–2,7 miliónu lidských životů, což byla celá čtvrtina předválečné populace. Asi 810 000 ze zabitých byli partyzáni. Běloruské partyzánské hnutí bylo mimořádně silné a stalo se po válce základem národní identity. Okupační německá moc jako odpověď uplatňovala taktiku spálené země, vyvražděny byly stovky vesnic. Jejich symbolem se stala zejména Chatyň. Během holokaustu bylo vyvražděno 800 tisíc Židů – přibližně 90 % běloruské židovské populace. V říjnu 1941 byl spáchán Slucký pogrom, při kterém byly německými policisty a jejich litevskými spojenci zavražděny tisíce zdejších Židů a dalších obyvatel města Sluck. Běloruská SSR byla nejhůře zasaženým státem ve druhé světové válce. Bylo zničeno 209 z 290 měst, 85 % průmyslu a více než milion budov. V bojích na východní frontě zahynulo 620 tisíc vojáků Rudé armády běloruské národnosti. Populace Běloruska se vrátila na předválečnou úroveň až v roce 1971. V roce 1945 byla ustanovena současná polsko-sovětská hranice, která nově probíhala asi o 200 km západněji někdejším polským vnitrozemím. K Bělorusku tak bylo přičleněno Západní Bělorusko a většina lidí polské národnosti odtud byla nuceně repatriována do Polska. Po válce byla poskytnuta Běloruské SSR hospodářská pomoc, která pomohla k obnově zničené ekonomiky. Byla postavena řada nových průmyslových závodů. V 50. letech byla Běloruská SSR dosídlována Rusy a v menší míře také dalšími národy Sovětského svazu; současně opět zesílila rusifikace, zejména po roce 1959. Někteří Bělorusové zastávali vysoké pozice v sovětské vládě a armádě, jako například dlouholetý ministr zahraničí Andrej Gromyko nebo maršál Ivan Jakubovskij, který velel sovětských vojskům během invaze do Československa v roce 1968.
V roce 1986 bylo Bělorusko postiženo černobylskou jadernou havárií, Běloruská SSR byla kontaminována většinou (70 %) jaderného spadu. Černobylská elektrárna se totiž nacházela jen 16 kilometrů za běloruskou hranicí, v sousední Ukrajinské SSR.
Na konci 80. let, v důsledku uvolnění díky Gorbačovově perestrojce, se začala formovat v Bělorusku i první opoziční hnutí. Ke klíčovým patřila Běloruská lidová fronta (Беларускі Народны Фронт „Адраджэньне“), která brzy začala volat po samostatnosti Běloruska.

### Nezávislost
V březnu 1990 proběhly volby do Nejvyššího sovětu Běloruské SSR. Ačkoli opoziční kandidáti, většinou spojení s Běloruskou lidovou frontou, obsadili pouze 10 % křesel, celá nová generace politiků začala národnostní otázku vnímat velmi naléhavě. Bělorusko tak 27. července 1990 vyhlásilo svrchovanost. V dubnu 1991 vypukly masové protesty, v Bělorusku známé jako Dubnové stávky (Красавіцкія забастоўкі). Začaly jako odpor proti zdražování, ale rychle přerostly v protisovětské protesty a žádaly nové volby. V reakci na tyto protesty, ale zejména v reakci na srpnový puč konzervativních komunistů v Moskvě, běloruský Nejvyšší sovět 25. srpna 1991 vyhlásil nezávislost země.

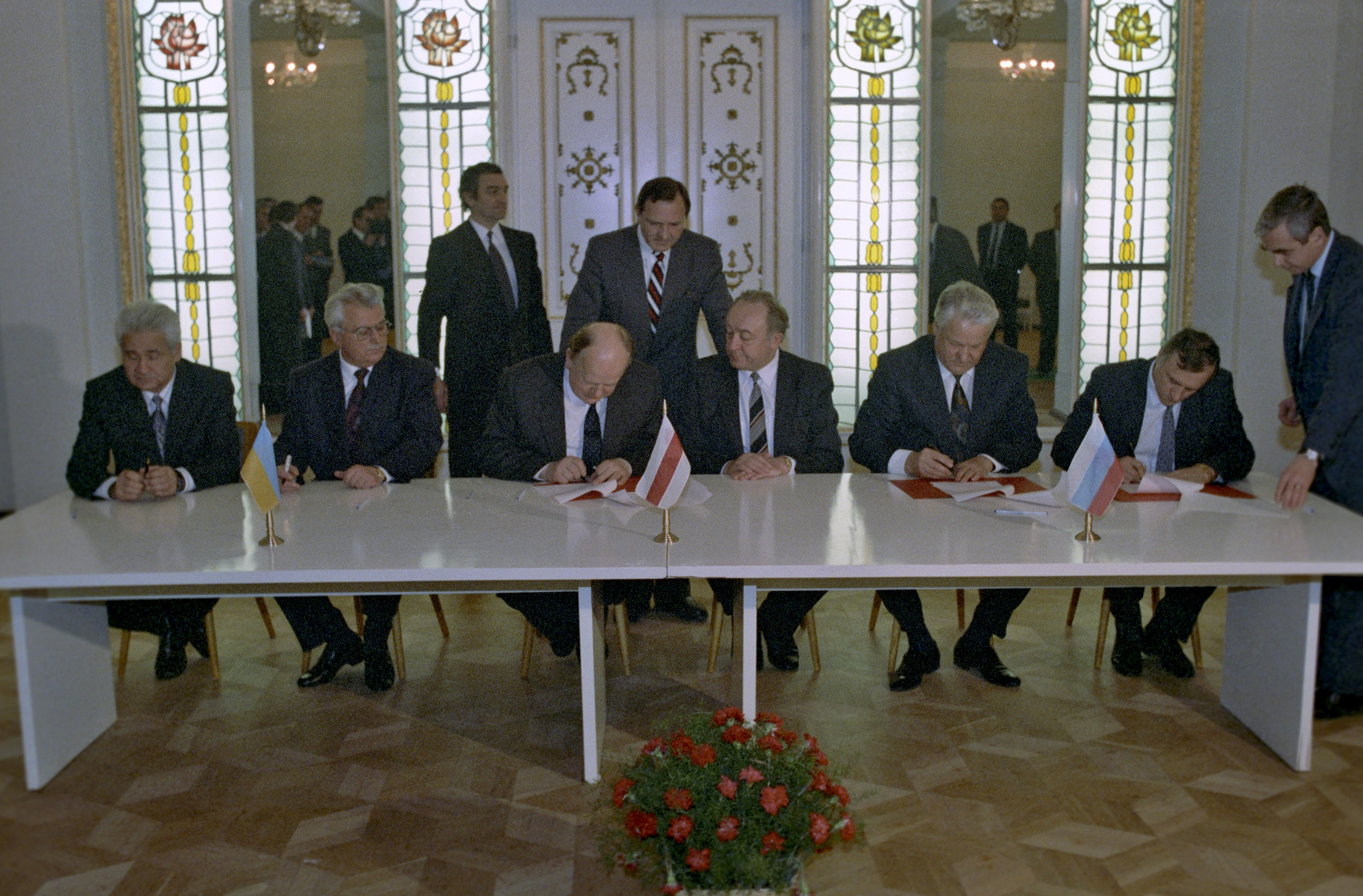
Podpis Bělověžské dohody, uprostřed Šuškevič a Kebič

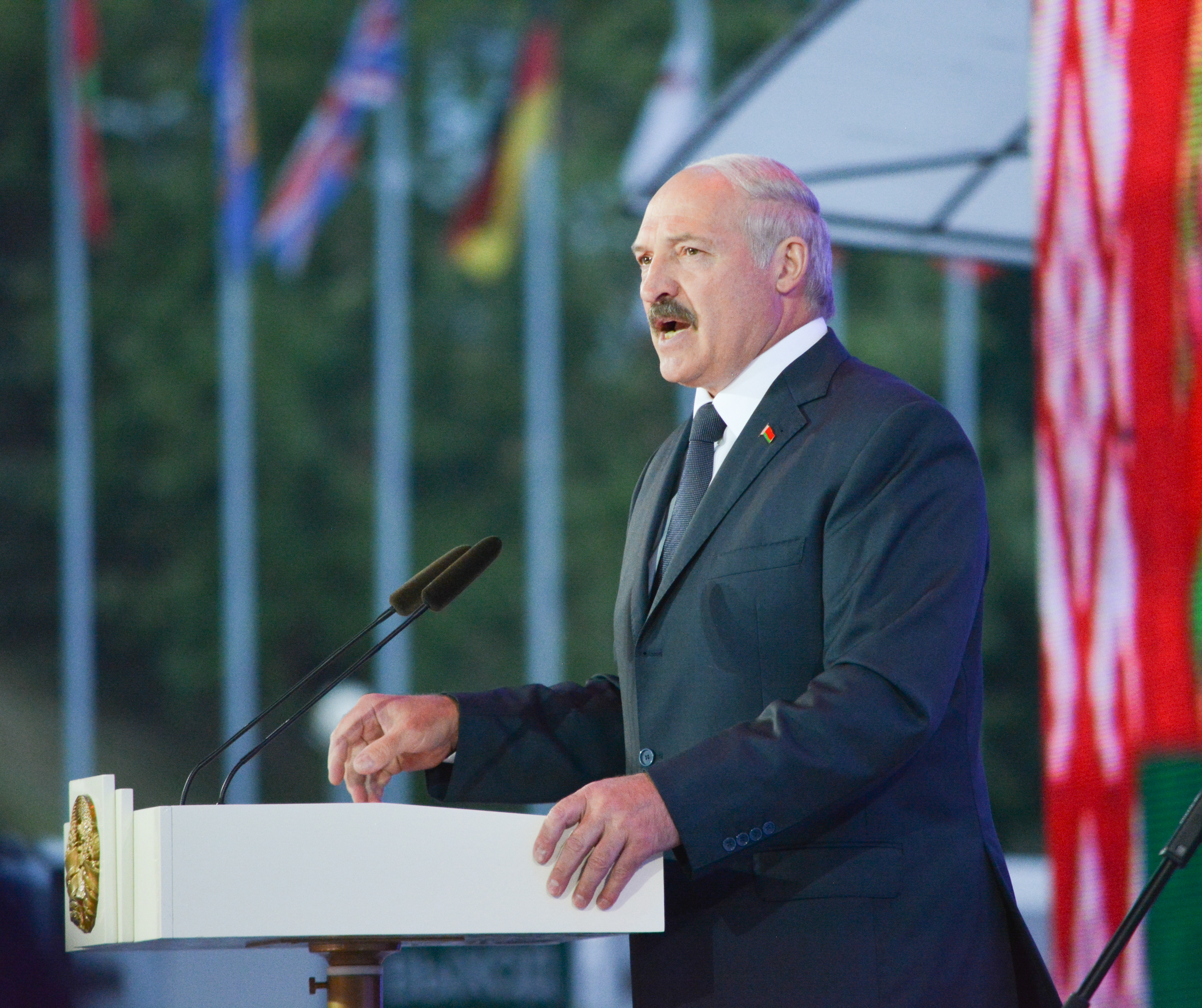
Alexandr Lukašenko

Z krize v Moskvě vyšel vítězně Boris Jelcin, který ale získal vládu jen v Rusku, nikoli v celém Sovětském svazu. Rozpad Sovětského svazu se mu tak hodil k odstranění sovětského vedení jako konkurenčního mocenského centra. 8. srpna tak Jelcin s představiteli Ukrajiny a Běloruska – předsedou běloruského Nejvyššího sovětu Stanislavem Šuškevičem a předsedou běloruské vlády Vjačeslavem Kebičem – podepsali Bělověžskou dohodou, která ukončila existenci Sovětského svazu. Šuškevič se pak stal první hlavou státu samostatného Běloruska (do 1994), Kebič vedl první běloruskou vládu také až do roku 1994. V březnu 1994 byla přijata nová ústava, ve které byly funkce předsedy vlády svěřeny prezidentovi Běloruska. V prvních přímých prezidentských volbách v roce 1994 nečekaně zvítězil do té doby poměrně neznámý Alexandr Lukašenko, zejména díky svému protikorupčnímu programu. Ve druhém kole porazil drtivě Vjačeslava Kebiče, když získal 80 procent hlasů. Byly to však poslední skutečně demokratické volby v Bělorusku. Lukašenko rychle začal odbourávat demokratické mechanismy a budovat „poslední diktaturu v Evropě“, jak se o jeho režimu začalo mluvit.

### Manipulace voleb
Již prezidentské volby v roce 2006 budily pochybnosti, když byl kandidát opozice Aljaksandar Kazulin před volbami zatčen, obviněn z výtržnictví a odsouzen na 5,5 roku do vězení. V roce 2010 se konaly další prezidentské volby, ve kterých získali Lukašenkovi protikandidáti jednotky procent hlasů. Opozice označila volby za zmanipulované, následovaly pokojné demonstrace, které režim tvrdě rozehnal a hlavní představitele (včetně několika prezidentských protikandidátů) uvěznil.

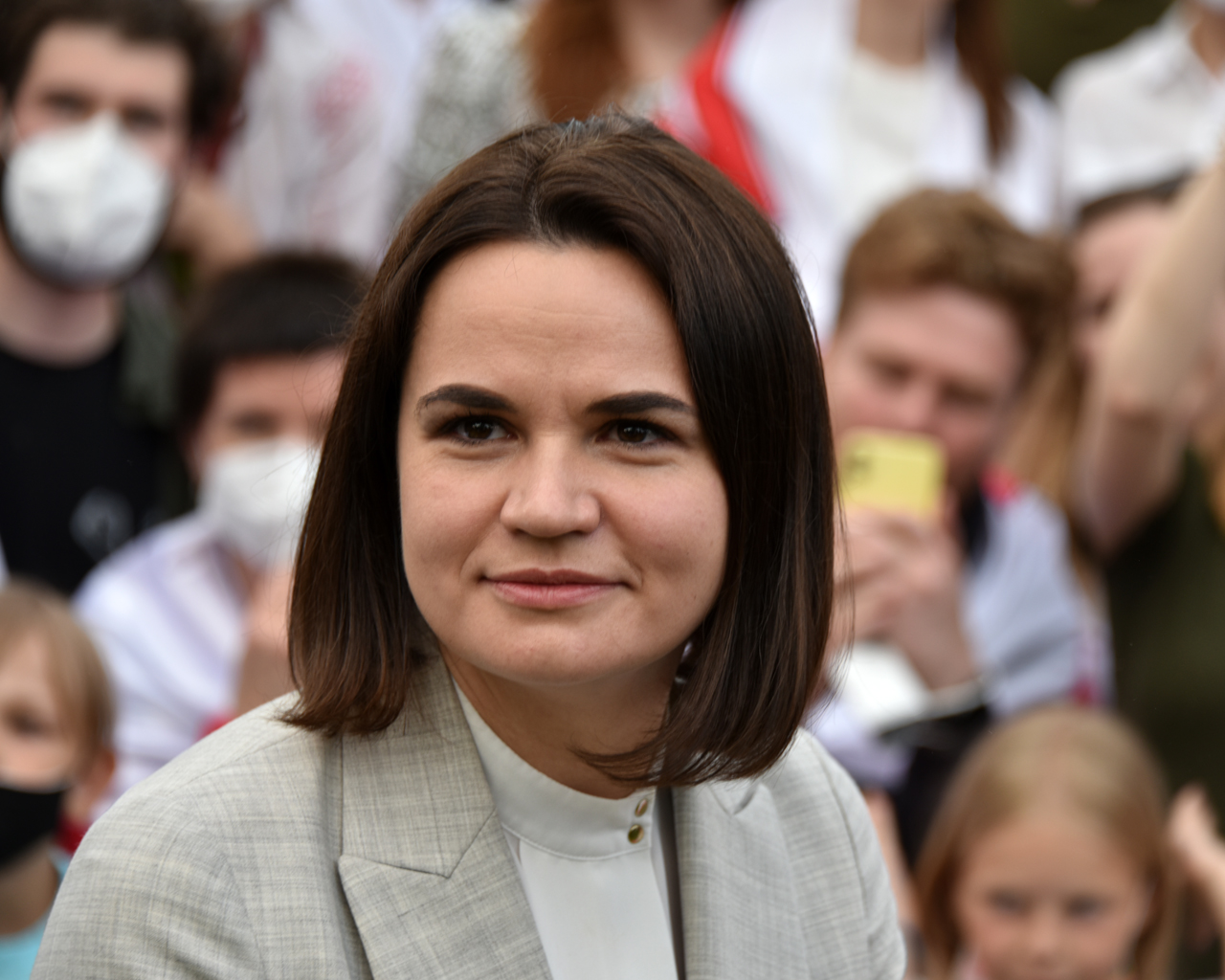
Svjatlana Cichanouská v Praze roku 2021

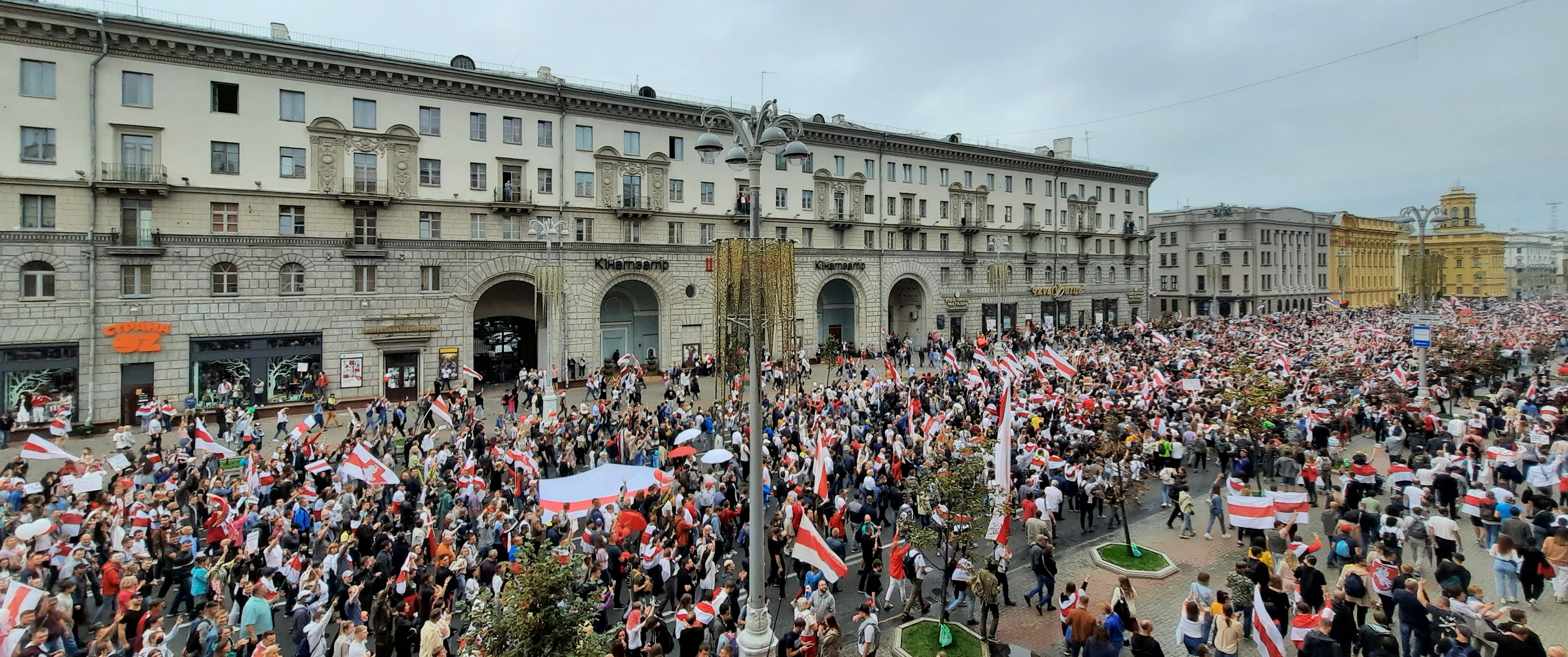
Pochod proti Lukašenkovi 2020

Další prezidentské volby se konaly 9. srpna 2020. Bankéř a filantrop Viktar Babaryka, kandidující proti Lukašenkovi, byl vyloučen volební komisí a roku 2021 odsouzen na 14 let do vězení. Jeho syn Eduard Babaryka byl zadržen spolu s otcem a po třech letech ve vazbě odsouzen na 8 let vězení. Proti Lukašenkovi se roku 2020 postavil Sjarhej Cichanouski, který byl před volbami zatčen a jeho kandidaturu převzala manželka Svjatlana Cichanouská. Vítězem voleb byl však opět vyhlášen Lukašenko. Po zveřejnění výsledků čelil Lukašenko masovým protestům, během nich bylo zhruba 7000 lidí zatčeno, 300 zraněno a pět lidí zemřelo. Desítky lidí byly nezvěstných. Výsledky voleb řada států, včetně České republiky a EU, neuznala. Hlavní opoziční kandidátka ve volbách roku 2020 Svjatlana Cichanouská odešla do Litvy, kde se stala exilovým lídrem běloruské opozice. Kdyby se vrátila zpátky do Běloruska, hrozilo by jí až 15 let vězení za údajnou velezradu. Zatykač na ni vydalo i Rusko.
V prezidentských volbách roku 2025 se už neobjevili žádní relevantní protikandidáti a Lukašenko zvítězil se ziskem 86,8 % hlasů.

### Závislost na Rusku
Lukašenko svůj režim mezinárodně opřel především o spolupráci s Ruskem, zejména od nástupu Vladimira Putina k moci. Zpočátku měl Lukašenko s Putinem řadu sporů, zejména o dodávky plynu. Ale s rostoucí opozicí uvnitř Běloruska a zejména poté, co Putin Lukašenka podržel při protestech v roce 2020, se Lukašenko stal na Rusku plně závislým. Umožnil Rusům využít běloruské území k útoku na Ukrajinu v roce 2022, byť běloruskou armádu do invaze nezapojil. V roce 2022 ale vzniklo „společné vojenské uskupení“ Běloruska a Ruska, jež zakládá trvalou přítomnost ruské armády v Bělorusku. Stále více se hovoří o ruských plánech na plné ovládnutí Běloruska a jeho začlenění do Ruské federace.
Bělorusko se pod třicetiletou diktaturou Alexandra Lukašenka stalo jednou z nejizolovanějších a nejnebezpečnějších zemí v Evropě. Lukašenko a jeho režim zničili a vyvrátili z kořenů mnoho životů – uvěznili více než tisíc politických vězňů v otřesných podmínkách, bezostyšně falšovali volby a prováděli masové represe, které vedly k odchodu občanské společnosti ze země. Lukašenko by však nebyl schopen přežít bez záštity Vladimira Putina. Od ruské invaze na Ukrajinu Bělorusko fakticky funguje jako prodloužená ruka Ruska. Lukašenko se stal nástrojem při provádění Putinovy války a chrání ho před odpovědností.

## Státní symboly

### Vlajka
Běloruská vlajka je tvořena listem o poměru stran 1:2 se dvěma vodorovnými pruhy, červeným a zeleným, o poměru šířek 2:1. V žerďové části je umístěn bílý pruh o šířce ⅑ délky vlajky s červeným ornamentem.

### Znak
Běloruský státní znak je emblém sovětského typu, který tvoří zlatá mapa obrysu země na paprscích slunce, vycházejícího zpoza modré planety. Ohraničení tvoří věnec z obilných klasů, do nichž jsou vloženy květy lnu a jetele. Nad nimi je rudá pěticípá hvězda. Klasy jsou na každé straně třikrát převázány stuhou v národních barvách (červená, zelená), ve spodní části je zlatý název státu v běloruštině „РЭСПУБЛIКА БЕЛАРУСЬ” (v latince RESPUBLIKA BELARUS).

### Hymna
Běloruská hymna je píseň Мы, беларусы (v latince My, Belarusy, rusky Мы, белорусы, česky My, Bělorusové). Jedná se o neoficiální název, dle běloruských právních předpisů se hymna nazývá „Státní hymna Běloruské republiky“. Hudbu složil Nescer Sakalovski, autorem původních slov byl Maxim Klimkovič, text však doznal určitých změn.

## Geografie

### Poloha

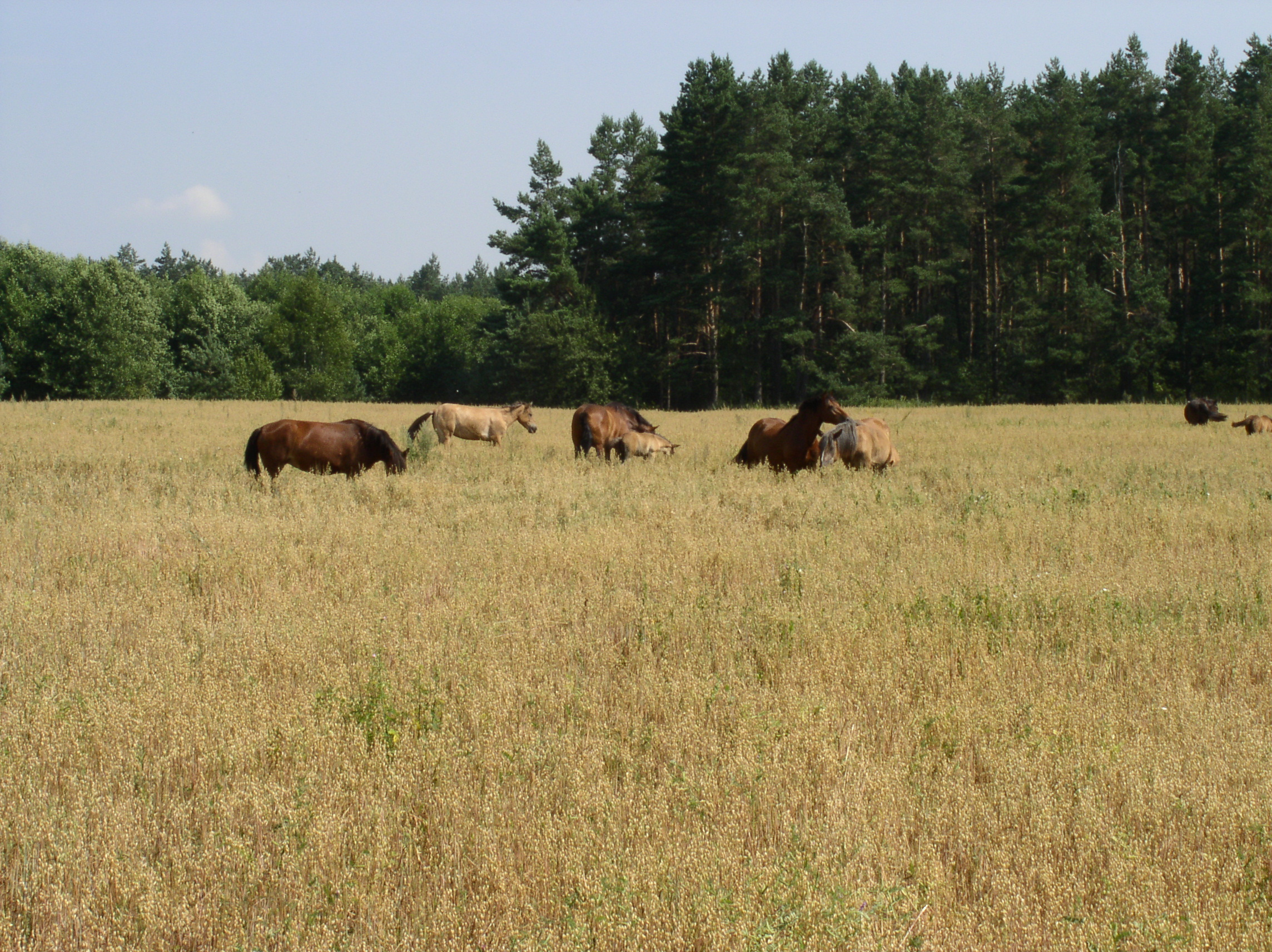
Koně v Minské oblasti

S rozlohou 207 595 km² je Bělorusko 84. největším státem na světě, 13. největším v Evropě a 2,6× větším než Česká republika. Bělorusko je největším vnitrozemským státem v Evropě. Na západě má 418 km dlouhou hranici s Polskem, 640 km s Litvou, 161 km s Lotyšskem, na východě 1 312 km s Ruskem a na jihu 1 111 km s Ukrajinou. Rozkládá se v nížinné oblasti v západní části Východoevropské roviny s nevelkými výškovými rozdíly. Nejvyšším bodem země je s nadmořskou výškou 345 m n. m. vrch Dzjaržynskaja hara západně od Minsku.[zdroj?]

### Vodstvo
Bělorusko leží na hranici povodí několika velkých evropských řek a současně na rozvodí Černého a Baltského moře. Celková délka řek (delších než 5 km) je 51 000 km. Hustota říční sítě je 0,2 až 0,28 km/km². Nejvýznamnější řeky jsou Dněpr (s přítoky Pripjať, Sož a Berezina), Západní Dvina, Němen (s přítokem Vilija) a na severovýchodě horní tok řeky Lovati (povodí Něvy). Zdroj řek je smíšený s převahou dešťového a sněhového. Pro všechny řeky jsou charakteristické vysoké stavy na jaře, v povodí Západní Dviny a Němenu i v zimě. Řeky se využívají pro lodní dopravu, splavování dřeva a v menší míře i jako zdroj energie. Mnohé řeky přijímají vodu z vysoušených bažin a mokřin, které jsou pro Bělorusko charakteristické. Splavné jsou Dněpr, Berezina a Němen. Po Pripjati lodě proplouvají do řeky Západní Bug přes Dněpersko-bugský kanál.[zdroj?]
Bělorusko má přes 11 000 jezer. Běloruská jezera jsou pozůstatkem po ustupujícím ledovci na konci poslední doby ledové. Nejvýznamnější hluboká jezera ledovcového původu rozmanitých tvarů pobřeží jsou charakteristická pro sever republiky. Největší z nich jsou jezero Narač (79,6 km²) a Asvějské jezero (52,8 km²). Ve středu Běloruska jsou jezera mělká a zarůstající, převážně říčního a krasovo-sufozního původu. Na jihu v Polesí je mnoho mělkých jezer uprostřed bažin, z nichž nejvýznamnější jsou Červené (43,6 km²) a Vyhanavské (26 km²). Nejhlubší jezera jsou Dlouhé (52,8 m), Riču (51,9 m) a Hiňkava (43,3 m).[zdroj?]

### Klima
Klimatické podmínky v Bělorusku mají oproti střední Evropě výrazněji kontinentální charakter, s chladnější zimou. Průměrné lednové teploty se pohybují od −5,1 na západě do −7,5 °C na východě, v červenci je pak po celé zemi průměrná teplota kolem 18 °C. Průměrné roční srážky jsou 550–650 mm. Většina z nich připadá na jaro a léto. Vlhkost podnebí je důsledkem vlivu atlantského proudění a blízkosti Baltského moře.[zdroj?]

### Flóra a fauna
Země má nadprůměrné zalesnění, 38,8 % plochy pokrývají lesy = 80 640 km². Na severu převažuje smrk, borovice, jedle, bříza, na jihu pak dub, buk a jilm. Jehličnany jsou silně zastoupeny v Polesí. Louky a pastviny tvoří kolem 20 % území.
Fauna se zde podstatně neliší od středoevropské. Běloruské lesy jsou mimořádně bohaté na živočišné druhy. Vyskytuje se zde los, rys, medvěd hnědý, méně často pak vlk. V polsko-běloruském národním parku Bělověžský prales lze pak spatřit zubry. Již v roce 1979 byl tento prales zapsán na seznam světového přírodního dědictví UNESCO.

## Politický systém

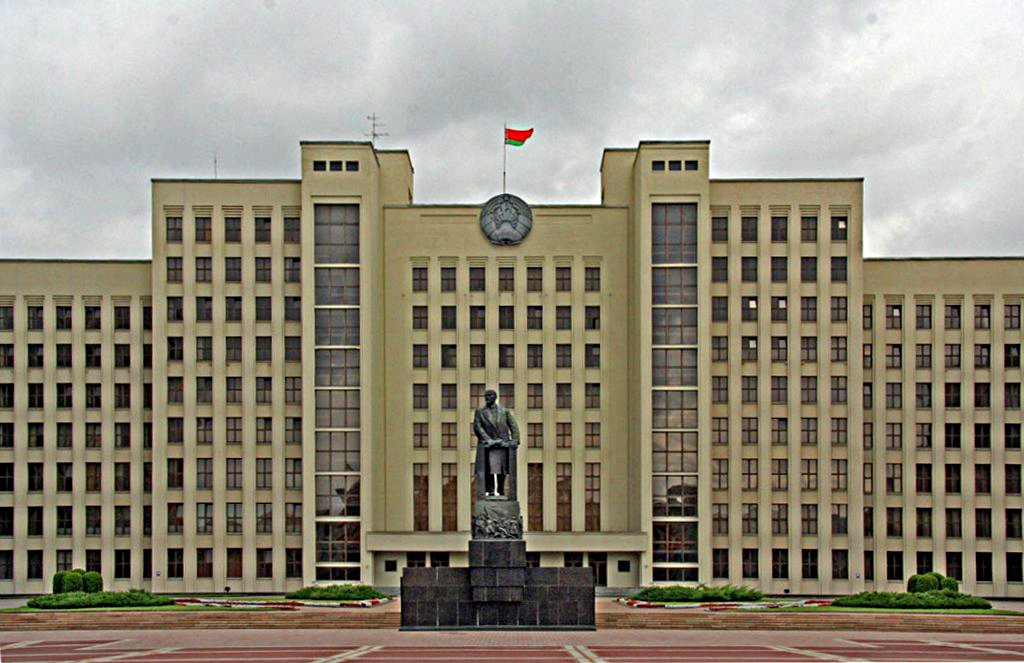
Budova vlády v Minsku

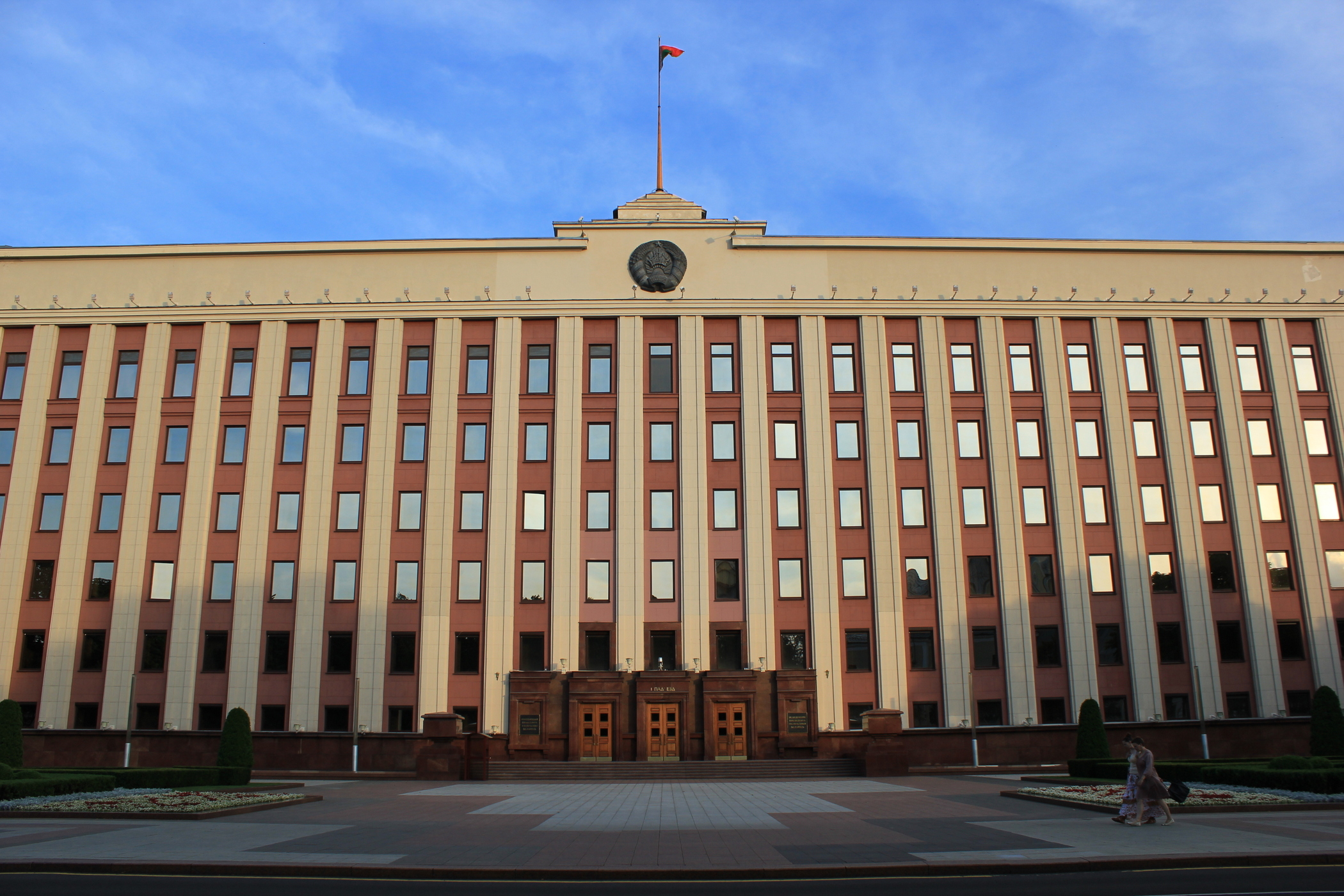
Sídlo prezidenta

Bělorusko je prezidentská republika, kterou řídí prezident a dvoukomorové Národní shromáždění. Funkční období prezidenta je pět let. Podle ústavy z roku 1994 mohl prezident sloužit pouze dvě funkční období jako prezident, ale změna ústavy v roce 2004 odstranila omezení funkčních období. Alexandr Lukašenko je prezidentem Běloruska od roku 1994. V roce 1996 Lukašenko vyzval ke kontroverznímu hlasování o prodloužení prezidentského období z pěti na sedm let. V důsledku toho byly volby, k nimž mělo dojít v roce 1999, posunuty na rok 2001. Referendum o prodloužení odsoudil jako „fantastický“ podvod hlavní volební důstojník Viktar Hančar, který byl z úřadu pro oficiální záležitosti odvolán během kampaně. Později zmizel beze stopy. Národní shromáždění je dvoukomorový parlament složený ze 110členné sněmovny (dolní komora) a 64členné rady republiky (horní komora).[zdroj?]
Sněmovna má pravomoc jmenovat předsedu vlády, provádět ústavní změny, požadovat vyslovení důvěry předsedovi vlády a navrhovat zahraniční a domácí politiku. Rada republiky má pravomoc vybírat různé vládní úředníky, vést obžalovací proces s prezidentem a přijímat nebo odmítat návrhy zákonů schválené Sněmovnou. Každá komora má možnost vetovat jakýkoli zákon schválený místními úředníky, pokud je to v rozporu s ústavou.
Vláda zahrnuje Radu ministrů v čele s předsedou vlády a pěti místopředsedy vlády. Členové této rady nemusí být členy zákonodárného sboru a jsou jmenováni prezidentem. Soudnictví zahrnuje Nejvyšší soud a zvláštní soudy, jako je Ústavní soud, který se zabývá konkrétními otázkami souvisejícími s ústavním a obchodním právem. Soudce vnitrostátních soudů jmenuje prezident a potvrzuje je Rada republiky. V trestních věcech je nejvyšším odvolacím soudem nejvyšší soud. Běloruská ústava zakazuje použití zvláštních mimosoudních „soudů“, typicky arbitráží.
V parlamentních volbách v roce 2012 nebylo 105 ze 110 členů zvolených do Sněmovny reprezentantů přidruženo k žádné politické straně. Komunistická strana Běloruska získala 3 křesla a Agrární strana a Republikánská strana práce a spravedlnosti po jednom. Většina nestraníků představuje širokou škálu sociálních organizací jako jsou kolektivy pracovníků, veřejná sdružení a organizace občanské společnosti, podobně jako bývalo složení sovětského zákonodárného sboru.
Hodnocení indexu běloruské demokracie je nejnižší v Evropě, dále je země organizací Freedom House označena jako „nesvobodná“, jako „utlačovaná“ v rámci indexu ekonomické svobody a v letech 2013–2014 byla hodnocena jako nejhorší země pro svobodu tisku v Evropě v rámci žebříčku zveřejněného Reportéry bez hranic, který Bělorusko zařadil na 157. místo ze 180 zemí.
V roce 2024 bylo v Bělorusku na indexu 199 organizací, označených režimem jako „extremistické“. Kromě nevládních a občanských sdružení, webů Салiдарнасць, Zerkal, Tut.by, ad., to jsou veškerá nezávislá media, jako Belsat, Radio Svobodná Evropa nebo Deutsche Welle. Předseda Běloruské asociace novinářů Andrej Bastunec Bělorusko přirovnal k evropské „Severní Koreji“.

### Korupce
Soudní systém v Bělorusku postrádá nezávislost a je předmětem politických zásahů. Při výběrových řízeních často dochází ke korupčním praktikám, jako je úplatkářství a v běloruském protikorupčním systému chybí ochrana oznamovatelů a ombudsman. Vláda však dosáhla určitého pokroku v boji proti korupci, například minimalizací daňových předpisů s cílem zlepšit transparentnost daňového úřadu.

### Lidská práva

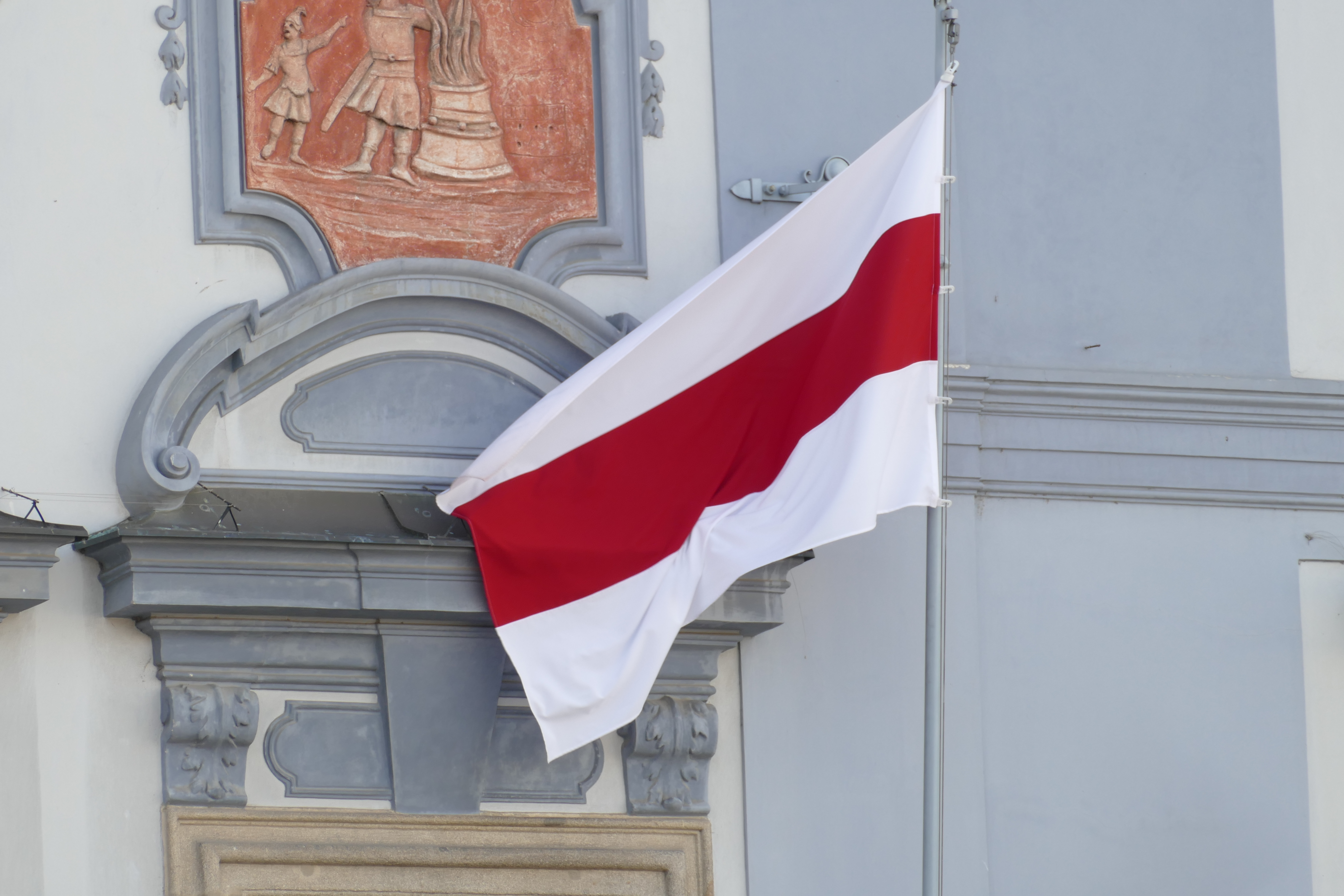
Dřívější běloruská vlajka používaná v roce 1918 a poté v letech 1943–44 Běloruskou centrální radou a v letech 1991–1995, je široce používána jako symbol opozice vůči vládě Alexandra Lukašenka.

Lukašenko sám se popisuje jako „autoritářsky vládnoucí“. Západní země označily Bělorusko pod Lukašenkem za diktaturu; vláda obvinila ty samé západní mocnosti, že se pokoušely Lukašenka vyhnat. Rada Evropy od roku 1997 zakázala členství Běloruska kvůli nedemokratickým hlasovacím a volebním praktikám a nesrovnalostem v ústavním referendu z listopadu 1996 a doplňovacích volbách do parlamentu.
Běloruská vláda je kritizována za porušování lidských práv a za pronásledování nevládních organizací, nezávislých novinářů, národnostních menšin a opozičních politiků. V polovině 90. let vzniklo množství nevládních neziskových organizací, z nichž se v únoru 1997 sdružilo 250 pod Společenství běloruských demokratických NGO a do roku 1999 jejich počet vzrostl na 700. Roku 1999 vyšel prezidentský dekret stanovující povinnou přeregistraci všech nevládních organizací, jehož výsledkem byla redukce jejich počtu z 2 433 na 1 326.
Na základě svědectví Výboru pro zahraniční vztahy Senátu Spojených států označila bývalá ministryně zahraničí USA Condoleezza Riceová Bělorusko za jednu ze šesti světových „výsep tyranie“. V reakci na to běloruská vláda nazvala hodnocení „dost daleko od reality“. Centrum pro lidská práva Viasna pravidelně aktualizuje počet politických vězňů a k 10. únoru 2025 její seznam čítá 1 229 osob. v Bělorusku aktuálně zadržovaných. Mezi nimi je aktivista za lidská práva Ales Bjaljacki, viceprezident Mezinárodní federace pro lidská práva a šéf Viasny.
Lukašenko v roce 2014 oznámil nový zákon, který zakáže pracovníkům kolchozů (přibližně 9% z celkového počtu pracovních sil) opustit svá zaměstnání podle libosti – změna zaměstnání a místa bydliště bude vyžadovat povolení od guvernérů. Zákon byl přirovnán k nevolnictví. Podobné předpisy byly zavedeny pro lesnický průmysl v roce 2012.

#### Den solidarity s politickými vězni v Bělorusku
Dnem solidarity s politickými vězni je 21. květen. Připomíná násilnou smrt běloruského aktivisty Vitolda Ašuraka, který byl zatčen během protestů roku 2020 a odsouzen na pět let vězení. Roku 2021 byl ve vězení brutálně zbit a na následky utrpěných zranění 21. května 2021 zemřel. 
Podle lidskoprávní organizace Viasna bylo v Bělorusku z politických důvodů odsouzeno celkem 6 940 lidí a z nich 1 500 bylo po vykonání trestu propuštěno. Ve vězení je k 21. květnu 2025 více než 200 lidí ohrožených na životě kvůli zdravotním problémům, 39 novinářů, nositel Nobelovy ceny Ales Bjaljacki a další aktivisté. Sjarhej Cichanouski si odpykává trest 19 let vězení a rodina o něm už několik let nemá žádné zprávy. V přísné izolaci bez možnosti psát svým příbuzným jsou také další vězni - Maryia Kalesnikava, Viktar Babaryka, Mikalai Statkevič, Ihar Losik, Maksim Znak.

### Zahraniční politika

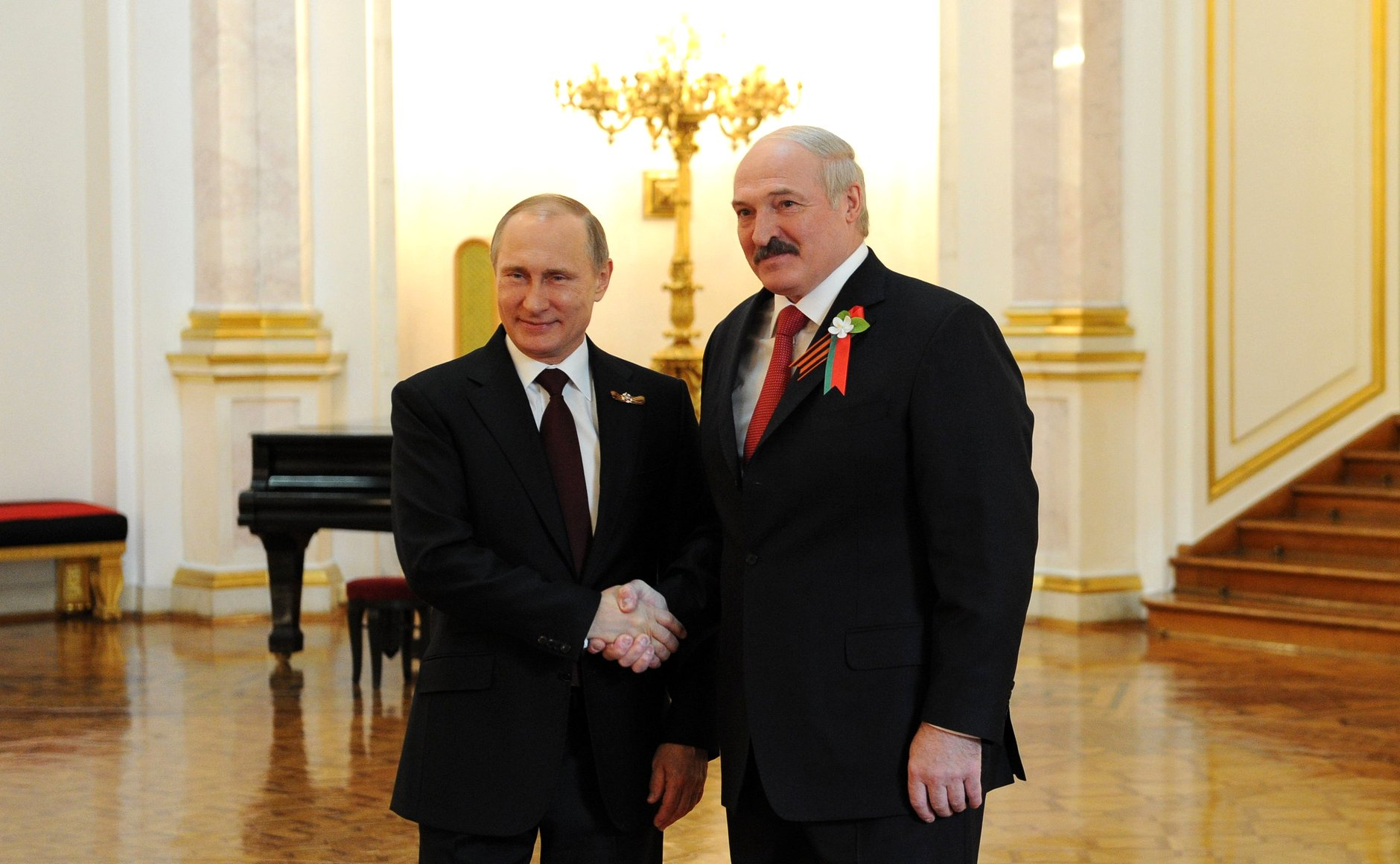
Prezident Alexandr Lukašenko a ruský prezident Vladimir Putin, 2015

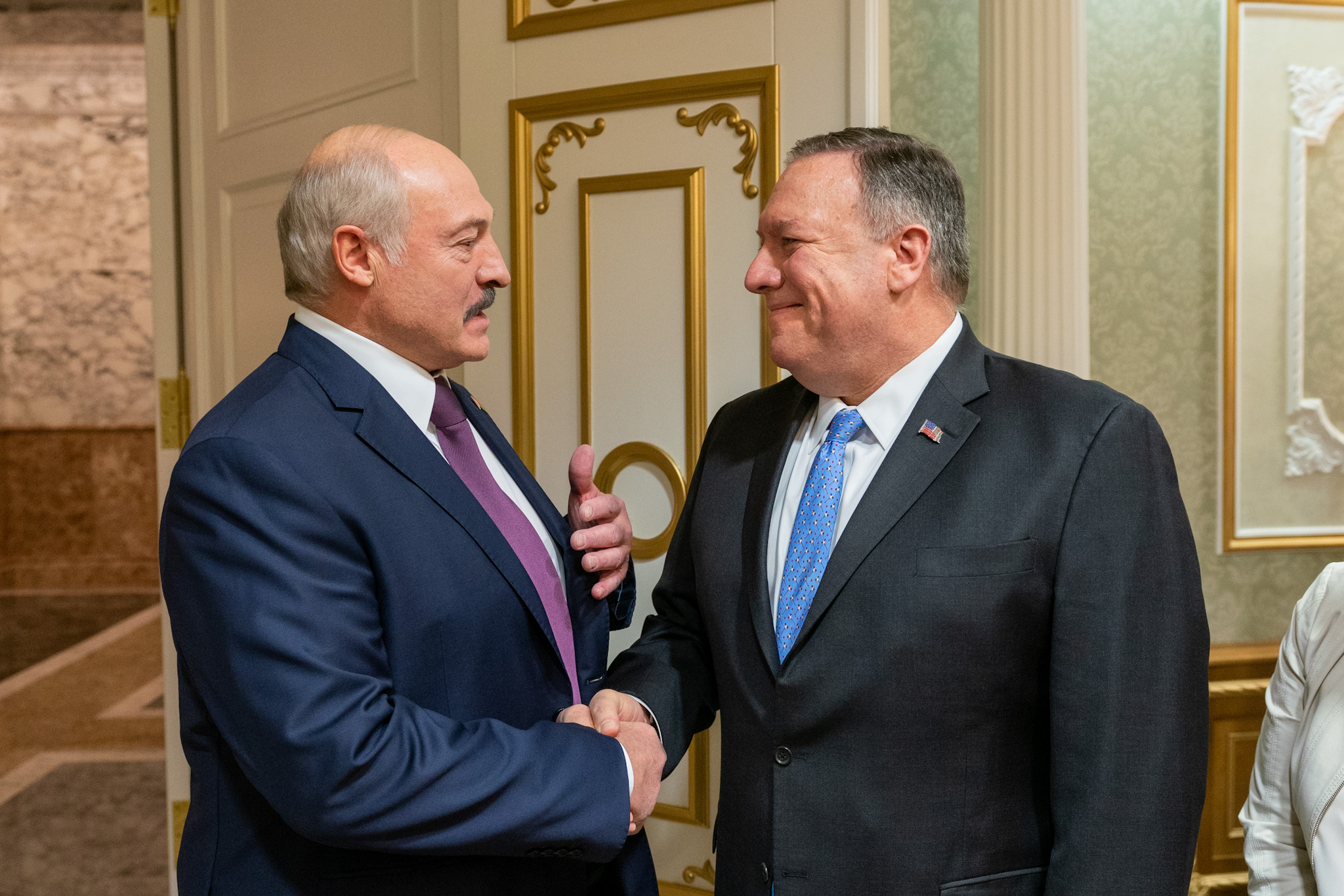
Americký ministr zahraničí Mike Pompeo s Lukašenkem, který se až do voleb v srpnu 2020 snažil mít dobré vztahy s Ruskem i se Západem

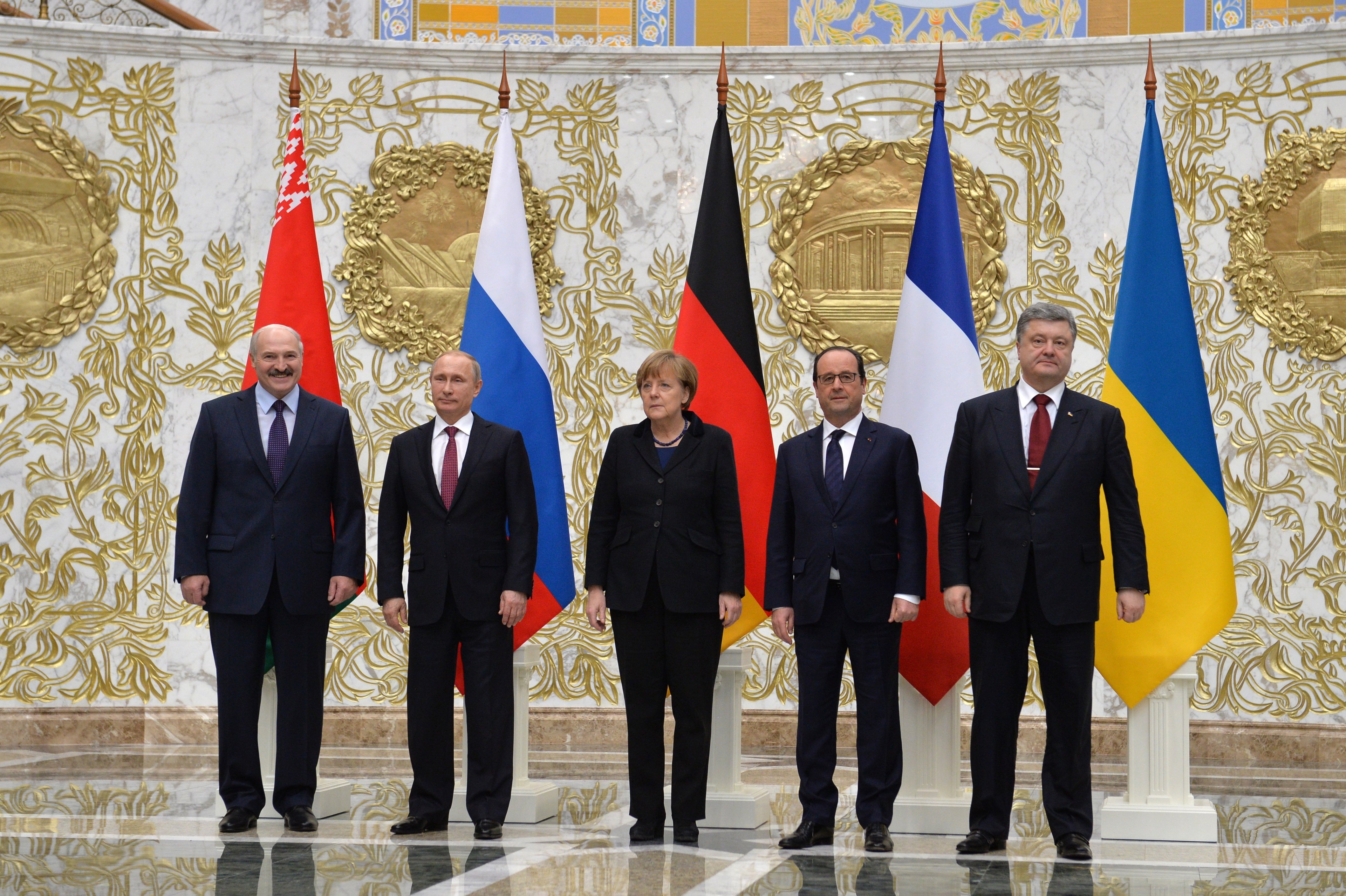
Představitelé Běloruska, Ruska, Německa, Francie a Ukrajiny na summitu v Minsku, 11–12. února 2015

Běloruská SSR byla spolu s Ukrajinskou SSR jednou ze dvou sovětských republik, které vstoupily do OSN jako jedni z původních 51 členů v roce 1945. Po rozpadu Sovětského svazu se Bělorusko podle mezinárodního práva stalo mezinárodně uznávaným nástupnickým státem Běloruské SSR, který si v OSN své členství zachoval.[zdroj?]
Bělorusko a Rusko jsou od rozpadu Sovětského svazu blízkými obchodními partnery a diplomatickými spojenci. Bělorusko je, pokud jde o dovoz surovin a vývozní trh, závislé na Rusku.
Svaz Ruska a Běloruska, nadnárodní konfederace, vznikl sériemi smluv v letech 1996–99, které požadovaly měnovou unii, rovná práva, jednotné občanství a společnou zahraniční a obrannou politiku. Budoucnost unie však byla zpochybněna kvůli opakovaným zpožděním měnové unie v Bělorusku, neexistenci data referenda pro návrh ústavy a sporu o ropný obchod.
11. prosince 2007 se objevily zprávy, že obě země projednávaly rámec pro nový stát. 27. května 2008 běloruský prezident Lukašenko uvedl, že ruského premiéra Vladimira Putina označil za „předsedu vlády“ rusko-běloruské aliance. Význam tohoto aktu nebyl v tu chvíli jasný; někteří nesprávně spekulovali, že se Putin stane prezidentem sjednoceného státu Ruska a Běloruska poté, co mu v květnu 2008 skončila funkce ruského prezidenta.
Bělorusko bylo zakládajícím členem Společenství nezávislých států (SNS). Uzavřelo obchodní dohody s několika členskými státy Evropské unie (navzdory zákazu cestování do jiných členských států Lukašenkovi a nejvyšším představitelům), včetně sousedního Lotyšska, Litvy a Polska. Cestovní zákazy uvalené Evropskou unií byly v minulosti zrušeny, aby se Lukašenkovi umožnilo účastnit se diplomatických jednání a také zapojit do dialogu jeho vládní a opoziční skupiny.
Oboustranné vztahy se Spojenými státy jsou napjaté, protože americké ministerstvo zahraničí podporuje různé protilukašenkovské nevládní organizace a také proto, že běloruská vláda stále více ztěžuje působení organizací se sídlem v USA v zemi. Diplomatické vztahy zůstávají napjaté a v roce 2004 přijaly USA zákon o běloruské demokracii, který povolil financování protivládních běloruských nevládních organizací a zakázal půjčky běloruské vládě, s výjimkou humanitárních účelů. Navzdory těmto politickým třenicím obě země spolupracují na ochraně duševního vlastnictví, prevenci obchodování s lidmi, technologické trestné činnosti a odstraňování následků katastrof.
Čínsko-běloruské vztahy se zlepšily, posíleny návštěvou prezidenta Lukašenka v Číně v říjnu 2005. Bělorusko má také silné vazby se Sýrií, která je považována za klíčového partnera na blízkém východě. Kromě SNS je Bělorusko členem Euroasijského hospodářského svazu, Organizace Smlouvy o kolektivní bezpečnosti, Hnutí nezúčastněných zemí od roku 1998 a Organizace pro bezpečnost a spolupráci v Evropě (OBSE). Jako členský stát OBSE podléhá Bělorusko mezinárodnímu závazku monitorování v rámci amerického helsinského výboru. Počátkem června 2024 se stalo plnoprávným členem Šanghajské organizace pro spolupráci.
Bělorusko je zahrnuto do Evropské politiky sousedství v rámci Evropské unie (EPS), jejímž cílem je přiblížit EU a jejím sousedům z hospodářského a geopolitického hlediska.[zdroj?]
Dne 15. února 2016 Evropská unie oznámila zmírnění sankcí vůči Bělorusku během setkání 28 ministrů zahraničí EU na pravidelném zasedání Rady Evropské unie.

### Ozbrojené složky

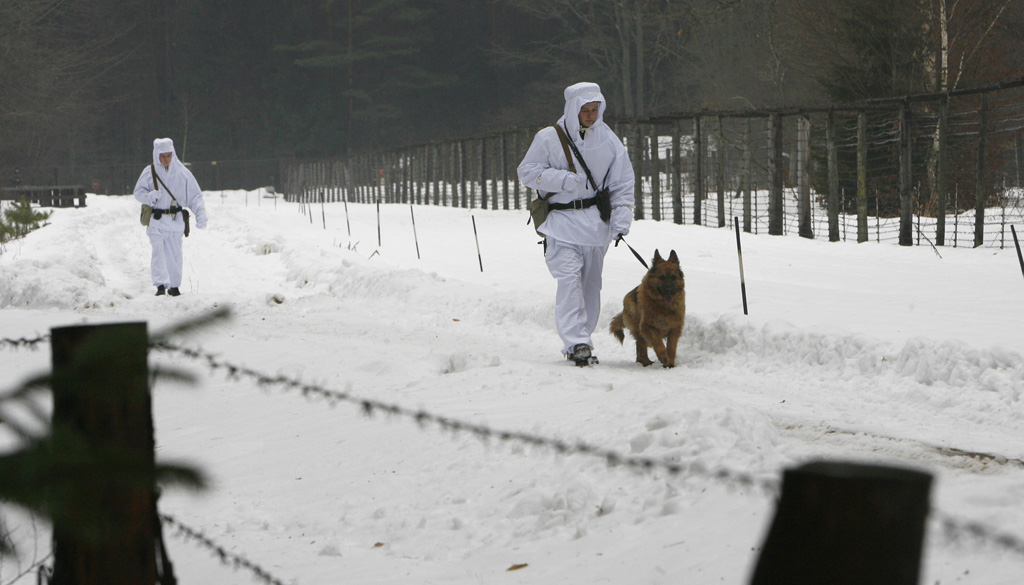
Hlídka v Bělověžském pralese na hranici s Polskem.

Generálmajor Andrej Ravkov stojí v čele ministerstva obrany a Alexandr Lukašenko (jako prezident) slouží jako vrchní velitel. Ozbrojené síly byly vytvořeny v roce 1992 z částí bývalých sovětských ozbrojených sil, které se nacházely na území nové republiky. Transformace bývalých sovětských sil na běloruské ozbrojené síly, která byla dokončena v roce 1997, snížila počet jejích vojáků o 30 000 a restrukturalizovala její vedení a vojenské formace.
Většina členů běloruských složek jsou branci, kteří slouží 12 měsíců, pokud mají vysokoškolské vzdělání, nebo 18 měsíců, pokud tomu tak není. Demografické poklesy běloruských branců zvýšily význam profesionálních vojáků, kterých bylo v roce 2001 celkem 12 000. V roce 2005 bylo asi 1,4 % běloruského hrubého domácího produktu věnováno na vojenské výdaje.
Bělorusko nevyjádřilo přání vstoupit do NATO, ale od roku 1997 se účastní programu individuálního partnerství a poskytuje tankování a podporu vzdušného prostoru pro misi ISAF v Afghánistánu. Bělorusko poprvé začalo spolupracovat s NATO podpisem dokumentů k účasti na jejich programu partnerství pro mír v roce 1995. Bělorusko však do NATO nemůže vstoupit, protože je členem Organizace Smlouvy o kolektivní bezpečnosti. Napětí mezi NATO a Běloruskem vyvrcholilo po prezidentských volbách v Bělorusku v březnu 2006.

### Trest smrti
Bělorusko je jedinou evropskou zemí, která stále praktikuje trest smrti. USA a Bělorusko byly jedinými dvěma z 56 členských států Organizace pro bezpečnost a spolupráci v Evropě, které v roce 2011 prováděly popravy.

### Administrativní dělení

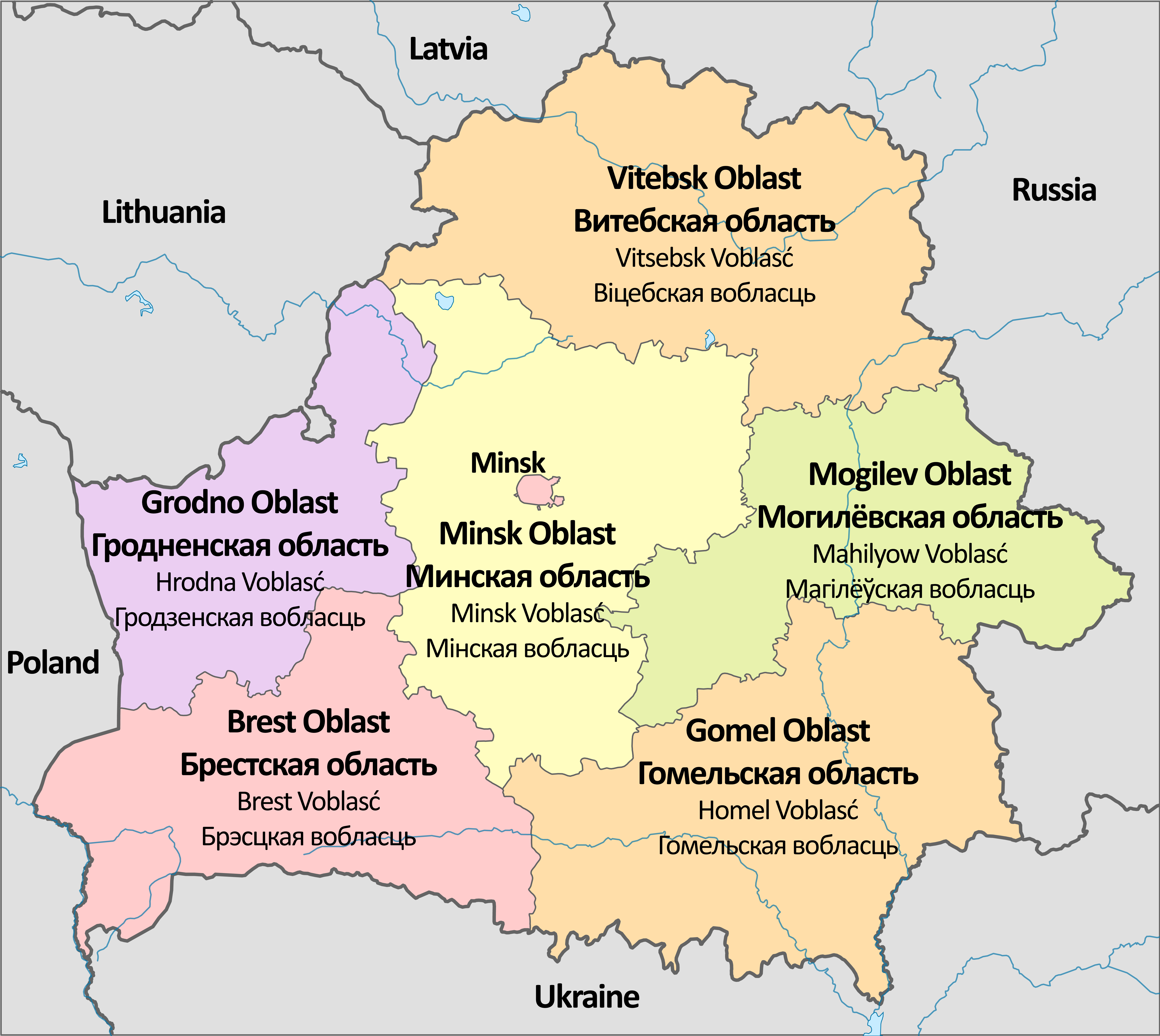
Běloruské oblasti

Bělorusko je rozděleno do šesti oblastí (bělorusky вобласць, rusky область), které jsou pojmenovány po městech, která slouží jako jejich správní centra.
Každá oblast má provinční zákonodárný orgán, který se nazývá oblastní rada (bělorusky: абласны Савет Дэпутатаў, rusky: областной Совет Депутатов), a zemský výkonný orgán nazvaný správa oblasti (bělorusky: абласны выканаўчы камітэт, rusky: областно́й исполнительный комите́т), jehož předsedu jmenuje prezident. Oblasti se dále dělí na rajóny, které se běžně překládají jako okresy (bělorusky: раён, rusky: район).
Každý rajón má svůj vlastní zákonodárný orgán nebo radu rajónu (bělorusky: раённы Савет Дэпутатаў, rusky: районный Совет Депутатов) zvolenou obyvateli a výkonný orgán nebo správu rajónu jmenovanou vyššími výkonnými pravomocemi. Šest oblastí je rozděleno do 118 rajónů.
Město Minsk je rozděleno do devíti distriktů a má zvláštní postavení hlavního města. Řídí jej výkonný výbor a byla mu udělena charta samosprávy.
Regiony (s administrativním centry)
1. Brestská oblast (Brest)
2. Homelská oblast (Homel)
3. Hrodenská oblast (Grodno)
4. Mohylevská oblast (Mogilev)
5. Minská oblast (Minsk)
6. Vitebská oblast (Vitebsk)

Zvláštní administrativní distrikt
1. město Minsk

## Ekonomika

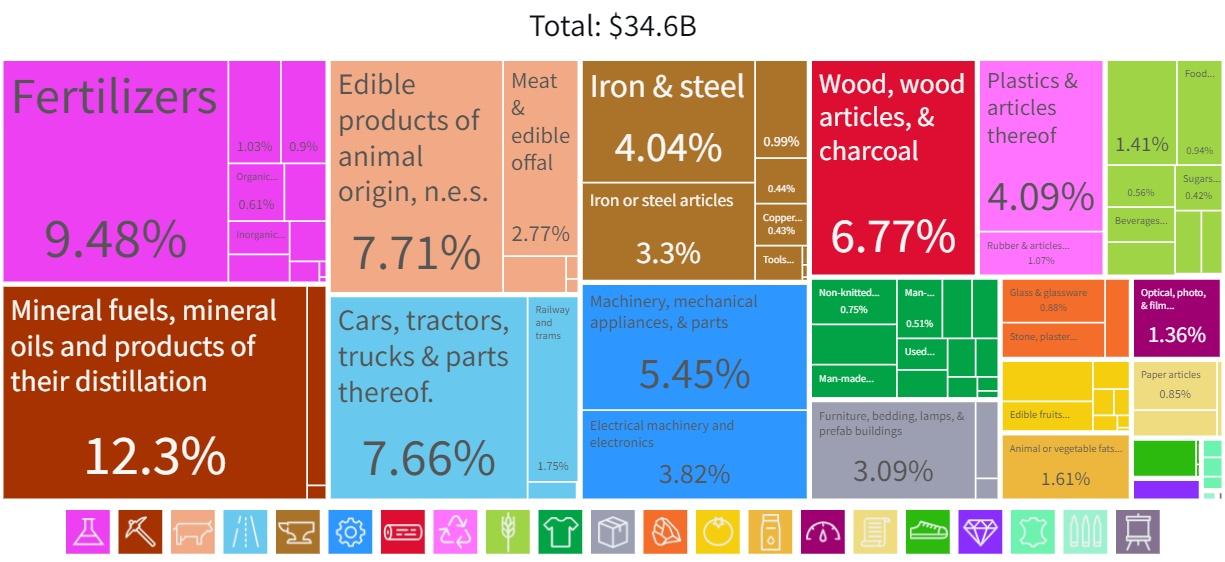
Grafické zobrazení běloruského exportu

Bělorusko je průmyslově-zemědělský stát. Hlavní průmyslová odvětví jsou strojírenství, těžba a zpracování draselných solí, papírenský, textilní, potravinářský a chemický průmysl. V zemědělství převažuje živočišná výroba, zejména chov prasat, skotu, koní a drůbeže, nad výrobou rostlinnou. Pěstují se brambory, ječmen, žito, cukrová řepa a len. Hrubý domácí produkt na obyvatele za rok je 18 066 USD (2016). Převažuje tepelná energetika.[zdroj?]

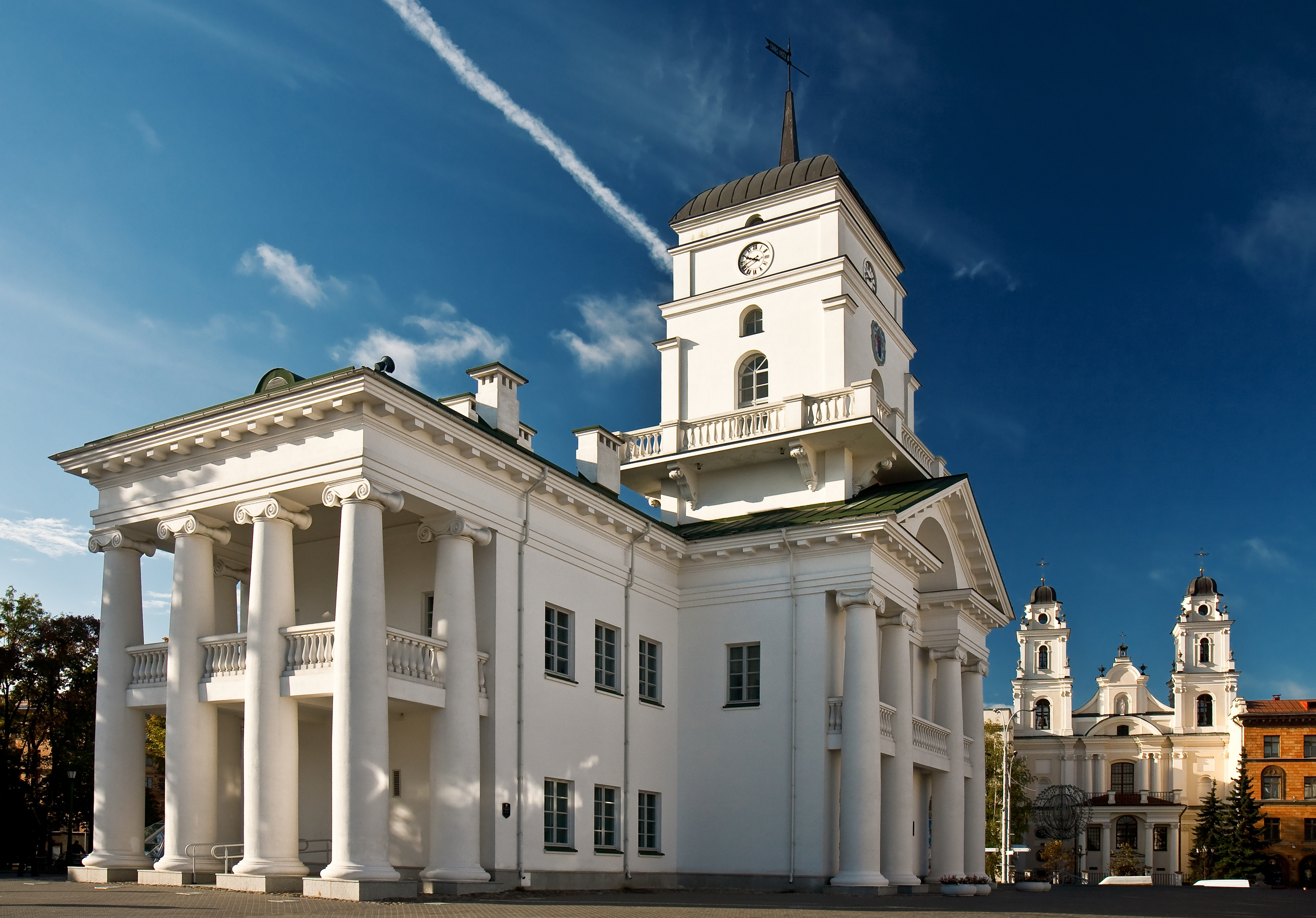
Stará minská radnice v klasicistním stylu (zbourána v roce 1857 z carského rozkazu, znovu postavena v roce 2004)

Po rozpadu SSSR došlo k nepovedené transformaci na volnotržní ekonomiku. V letech 1991–94 poklesla průmyslová výroba o 30 %, míra inflace v tomto období byla 2000 %, v roce 1994 žilo pod úrovní životního minima 60 % obyvatel. Toho využil Alexander Lukašenko, který Bělorusům nabídl model „tržního socialismu“. Lukašenkův režim zastavil privatizaci a zachoval si státní kontrolu nad zhruba 70 % podniků, nad cenami a měnovou politikou. Lukašenkovi se podařilo ekonomiku do roku 1997 stabilizovat, takže makroekonomické ukazatele Běloruska byly v roce 1997 nejlepší ze všech zemí bývalého Sovětského svazu. V roce 2000 dosáhlo Bělorusko úrovně průmyslové výroby roku 1990. V roce 2001 začala i opatrná privatizace (menších podniků). Hrubý domácí produkt jen v roce 2005 vzrostl o 9,2 %. Inflace toho roku klesla na 8 %, z dosavadních trojciferných hodnot. Tyto výsledky ostře kontrastovaly zejména se stagnací sousední Ukrajiny, což Lukašenko také silně využíval v propagandě. Státní zásahy do ekonomiky ji nicméně stejně destabilizovaly, což se projevilo nejvíce v měnové politice, tedy znovu rozjetou inflací. Když byly před prezidentskými volbami v roce 2010 zvýšeny platy zaměstnanců státních podniků o 40 % (v přepočtu na 500 amerických dolarů), inflace v roce 2011 dosáhla znovu trojciferné hodnoty – 108,7 %. Stát reagoval devalvací měny, čímž reálné mzdy poklesly z 530 amerických dolarů v prosinci 2010 na 330 amerických dolarů v květnu 2011. Další příčinou krize byl deficit státního rozpočtu. Výkon běloruské ekonomiky se však znovu výrazně zlepšil v roce 2017, což uznaly i mezinárodní ratingové agentury a OECD.
Běloruská ekonomika je silně závislá na ruské a je jí specifickým způsobem i dotována: mezi Běloruskem a Ruskem existuje bezcelní unie, takže ropa z Ruska na běloruské území teče ropovody bez cla a Bělorusové clo za ruskou ropu vybírají až na svých hranicích se třetími zeměmi. Tento de facto reexport dlouhodobě utužoval politické a geopolitické vazby na Rusko, které však poněkud oslabily po ruském anektování ukrajinského Krymu v roce 2014. Vztahy Ruska a Běloruska se zhoršují i v poslední době, což má dopady i na ekonomiku a hrozí rozpad bezcelní unie. Souběžně Bělorusko posiluje ekonomické vazby s EU. V dubnu 2020 vyslaly Spojené státy americké do Běloruska tankerem první zásilku ropy, která má být počátkem diverzifikace dodávek s cílem zmenšení běloruské závislosti na Rusku.
Země vykazuje minimální hodnoty nezaměstnanosti, na niž se pohlíží jako na nepřípustný sociální jev; v zemi platí zákonná pracovní povinnost jako v sovětských časech.

### Cestovní ruch

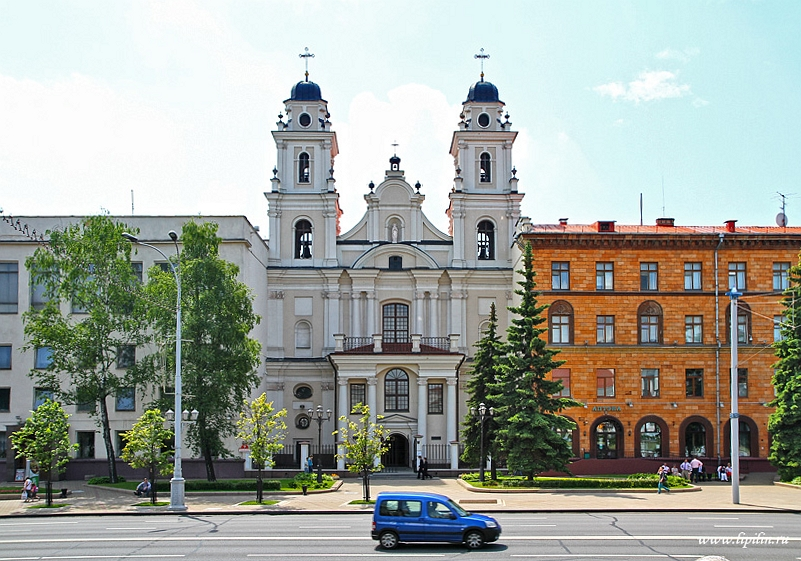
Katedrála jména Nejsvětější Panny Marie v Minsku

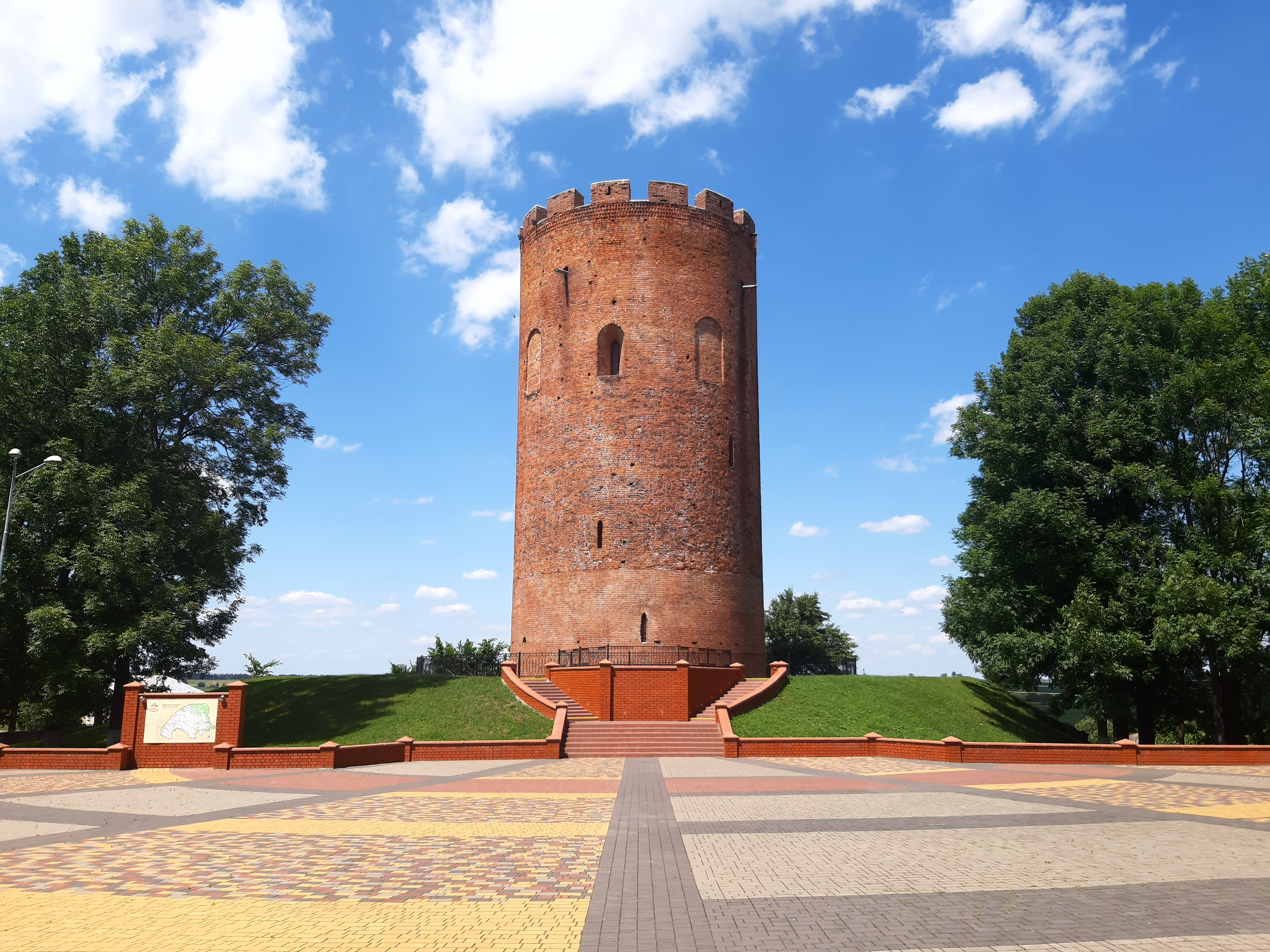
Kamjaněcká věž

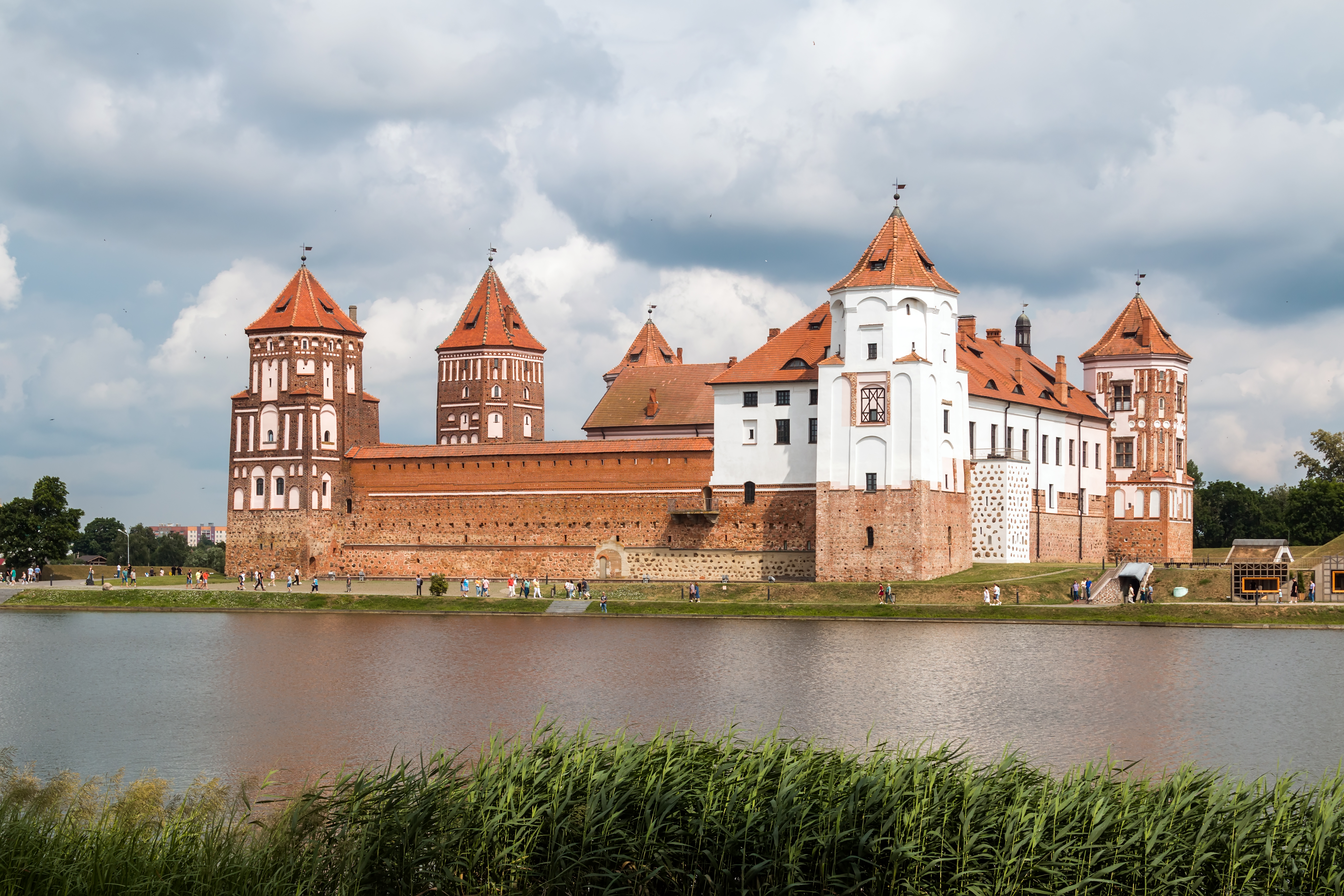
Mirský zámek

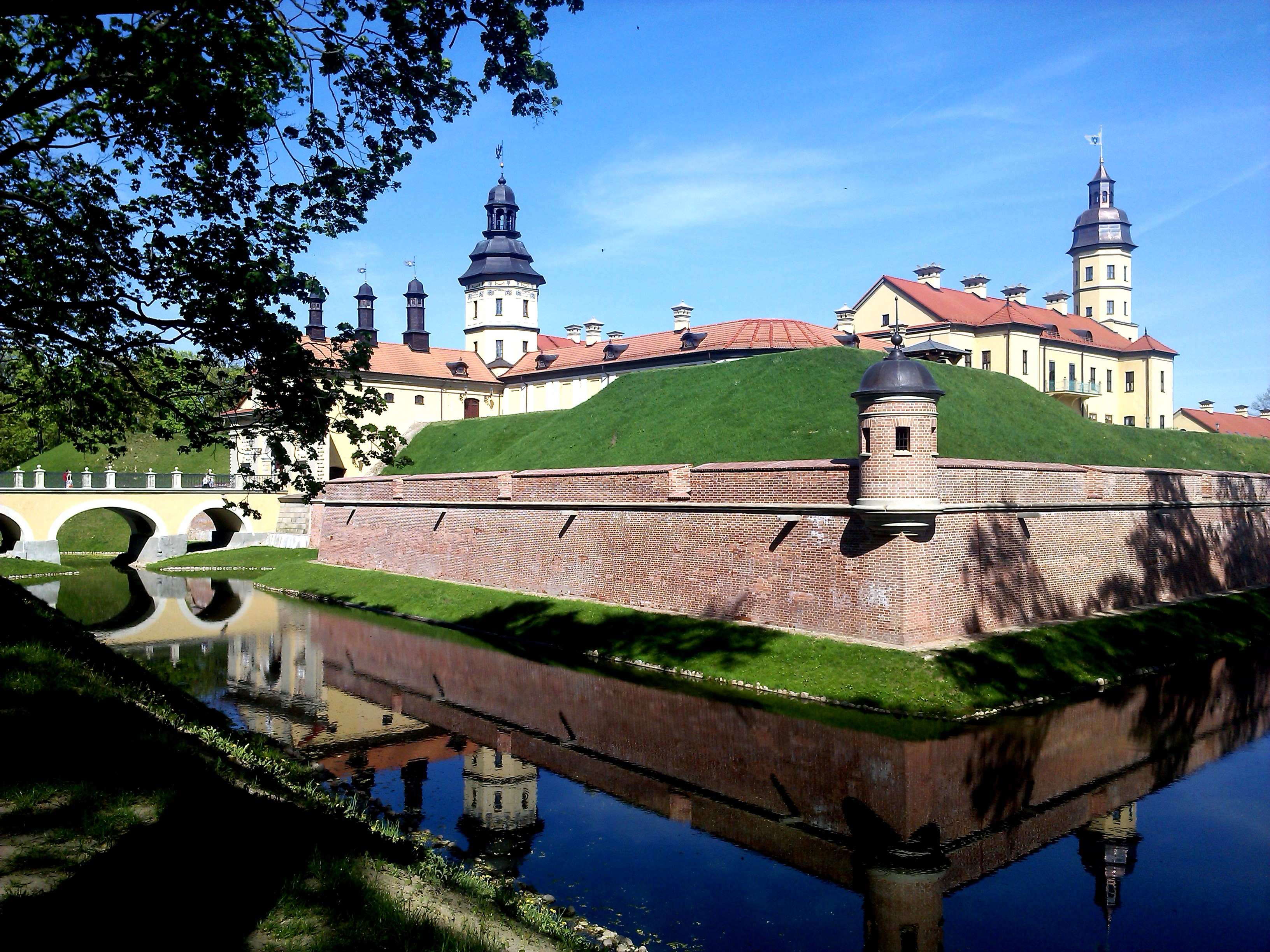
Zámek v Ňasviži

Přestože Bělorusko není příliš turisticky atraktivní zemí (což je však z velké části způsobeno minimální propagací a omezenými podmínkami pro rozvoj turistického ruchu), lze najít místa, která za pozornost určitě stojí. Hlavní město Minsk bylo bohužel za 2. světové války zničeno a jen nepatrná část se dočkala obnovy, takže se zde zachovalo jen málo ze staré architektury. Nejstarší budovy pocházejí ze 17. století, a jsou tedy barokní, jako Katedrála jména Nejsvětější Panny Marie (katolická) a Katedrála svatého Ducha (pravoslavná), k níž přiléhá bernardinský klášter. Z historistních staveb vyniká novorománský Kostel svatého Simona a Heleny. Pozornost návštěvníka by mohlo upoutat především Trojické předměstí na severozápadním okraji centra. Jinak je běloruská metropole skvělou ukázkou sovětského funkcionalistického stavebního stylu a urbanismu: velké funkcionalistické budovy (zejm. úřad vlády na Náměstí nezávislosti, původně budova Nejvyššího sovětu), rozsáhlé parky a široké prospekty jsou typickým obrazem Minsku, vytvořeným v poválečných desetiletích. Minsk je také kulturním centrem Běloruska: najdeme zde osm muzeí a šest divadel, včetně opery. Z nejnovějších staveb budí zájem nová budova Běloruské národní knihovny zprovozněná roku 2006.
Z dalších historicky či kulturně zajímavějších měst lze jmenovat Grodno (zachovaná část historické zástavby, Katedrála svatého Františka Xaverského), Vitebsk, který je rodištěm Marka Chagalla a lze zde navštívit i jeho rodný dům, či Polock bohatý na sakrální památky. Zajímavou a přitažlivou krajinou je Polesí na jihu Běloruska. Jde o zalesněnou nížinu podél řeky Pripjať, jejíž jižní část leží již na Ukrajině. Řeka se zde pohybuje s téměř nulovým spádem, což způsobilo vytváření obrovských mokřin podél Pripjati a jejich přítoků. Také Národní park Bělověžský prales na hranici s Polskem, zapsaný již v roce 1979 na seznam Světového dědictví UNESCO, láká stále více turistů. Na seznam byly zapsány také dvě významné architektonické památky: Mirský zámek a zámek v Ňasviži. Spolu s řadou dalších zemí sdílí Bělorusko zápis Struveho geodetického oblouku. Historicky významnou je i Brestská pevnost, kde v roce 1918 Rusko a Německo podepsaly brestlitevskou mírovou smlouvu, významný mezník v dějinách první světové války. Zvláště pro Poláky má velký význam i malá vesnička Kreva (polsky Krewo). Na zdejším hradě, z něhož zbyly jen ruiny, totiž vznikla roku 1385 Polsko-litevská unie (respektive její první fáze zvaná Krewská unie). S polským rodem Sapiehů je zase spojen zámek v Ružanech, z něhož rovněž zbyly ruiny, nicméně běloruská vláda ho průběžně rekonstruuje. K nejstarším památkám v Bělorusku patří románsko-gotická Kamjaněcká věž ze 13. století.

## Obyvatelstvo
| Populace Běloruska | Populace Běloruska | Populace Běloruska | Populace Běloruska | Populace Běloruska | Populace Běloruska | Populace Běloruska | Populace Běloruska |
| 1950               | 1959               | 1970               | 1979               | 1989               | 1999               | 2009               | 2019               |
| ------------------ | ------------------ | ------------------ | ------------------ | ------------------ | ------------------ | ------------------ | ------------------ |
| 7 745 000          | ↗8 055 714         | ↗8 992 190         | ↗9 532 516         | ↗10 151 806        | ↘10 045 237        | ↘9 513 557         | ↘9 475 702         |

Podle Národního statistického výboru byl k 1. lednu 2023 počet obyvatel 9 200 617. Etničtí Bělorusové tvoří 83,7% celkové populace Běloruska. Dalšími největšími etnickými skupinami jsou: Rusové (8,3%), Poláci (3,1%) a Ukrajinci (1,7%). Bělorusko má hustotu obyvatelstva asi 46 lidí na kilometr čtvereční; 70% jeho celkového obyvatelstva je soustředěno v městských oblastech. V Minsku, hlavním a největším městě, žilo v roce 2015 1 937 900 obyvatel. Gomel je se 526 872 obyvateli (rok 2015) druhým největším městem a je krajským městem gomelské oblasti. Dalšími velkými městy jsou Mogilev (365 100), Vitebsk (342 400), Hrodna (314 800) a Brest (298 300). V roce 1926 v Běloruské SSR tvořili Bělorusové 80,6 % obyvatel, Židé 8,2 % a Rusové 7,7 %.
Podobně jako v mnoha dalších východoevropských zemích má Bělorusko negativní míru růstu populace a zápornou míru přirozeného růstu. V roce 2007 klesla běloruská populace o 0,41% a její plodnost byla 1,22,, což je výrazně pod mírou. Čistá míra migrace je +0,38 na 1 000, což naznačuje, že Bělorusko prožívá o něco více imigrace než emigrace. V roce 2015 bylo 69,9 % běloruské populace ve věku 14 až 64 let; 15,5% bylo mladších 14 let a 14,6% starších 65 let. Jeho populace také stárne; odhaduje se, že střední věk 30–34 let se v roce 2050 zvýší na 60 až 64 let. V Bělorusku je přibližně 0,87 muže na ženu. Průměrná délka života je 72,15 (66,53 let u mužů a 78,1 let u žen). Více než 99 % Bělorusů ve věku nad 15 let je gramotných.
Podle statistiky Světové zdravotnické organizace je Bělorusko zemí s druhou nejvyšší konzumací alkoholu na světě v přepočtu na počet obyvatel (k 2017).

### Jazyková situace
Oficiálními jazyky státu jsou běloruština a ruština. Již v dobách carského Ruska byla však běloruština vystavena útlaku a preferována byla státními orgány ruština. Současná běloruská vláda v tomto trendu pokračuje. Výsledkem je rusifikace Běloruska, tj. stav, kdy v běžné praxi a často i ve školství je užívána ruština, případně tzv. trasjanka (směs obou jazyků, obdoba suržyku na Ukrajině), zatímco spisovná běloruština, zvláště ve své předreformní podobě z 20. let 20. století (tzv. taraškevica), je znakem spíše národně orientované inteligence a protilukašenkovské opozice, jejíž účast na společenském životě a vliv na něj jsou státním aparátem potlačovány.

### Náboženství
| Náboženství v Bělorusku (2011) | Náboženství v Bělorusku (2011) | Náboženství v Bělorusku (2011) | Náboženství v Bělorusku (2011) | Náboženství v Bělorusku (2011) |
| ------------------------------ | ------------------------------ | ------------------------------ | ------------------------------ | ------------------------------ |
|                                |                                |                                |                                |                                |
| Pravoslaví                     | Pravoslaví                     |                                | 48,3 %                         | 48,3 %                         |
| Bez vyznání                    | Bez vyznání                    |                                | 41,1 %                         | 41,1 %                         |
| Římští katolíci                | Římští katolíci                |                                | 7,1 %                          | 7,1 %                          |
| Ostatní                        | Ostatní                        |                                | 3,3 %                          | 3,3 %                          |

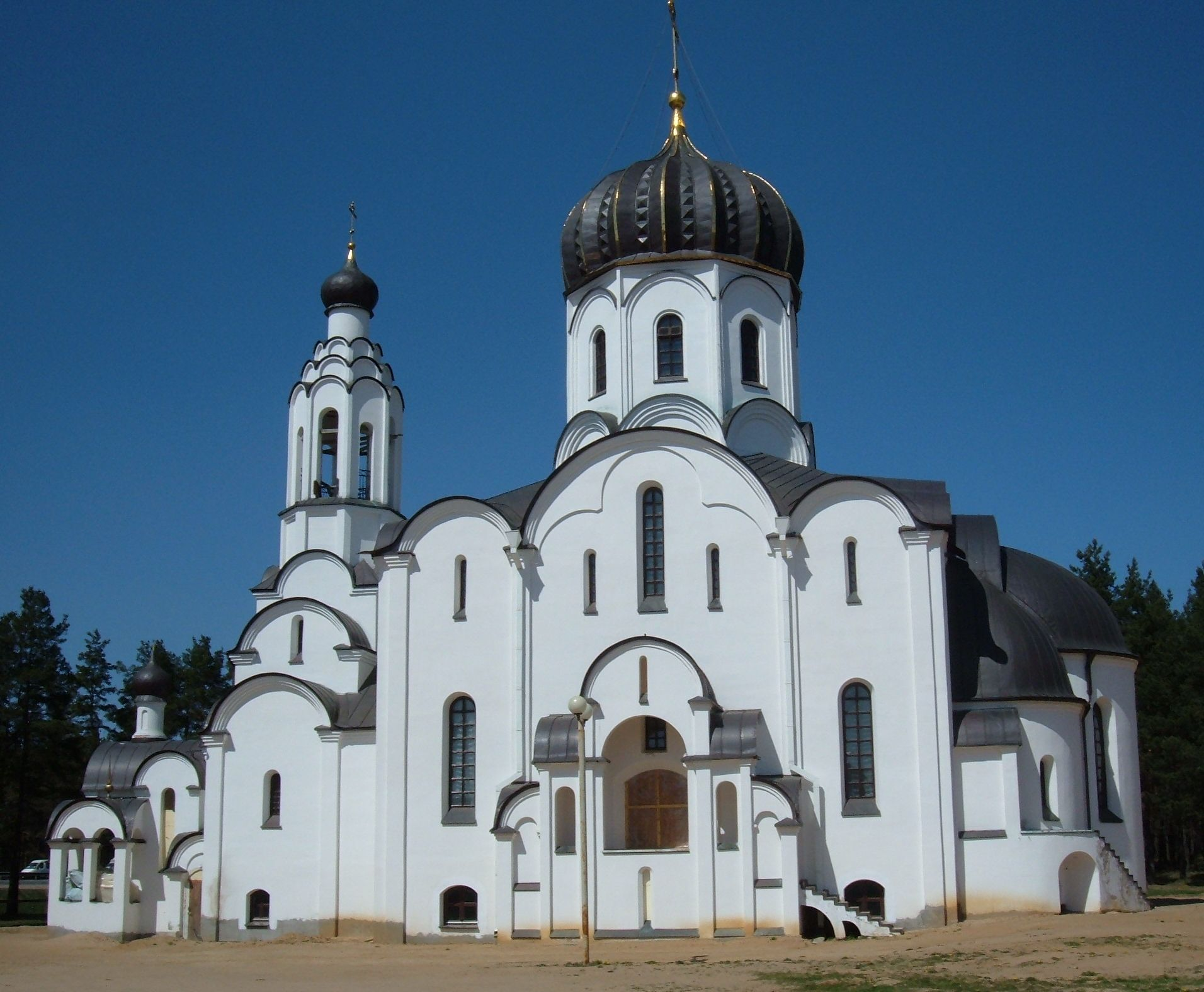
Pravoslavný kostel v Bolšoje Stiklevo

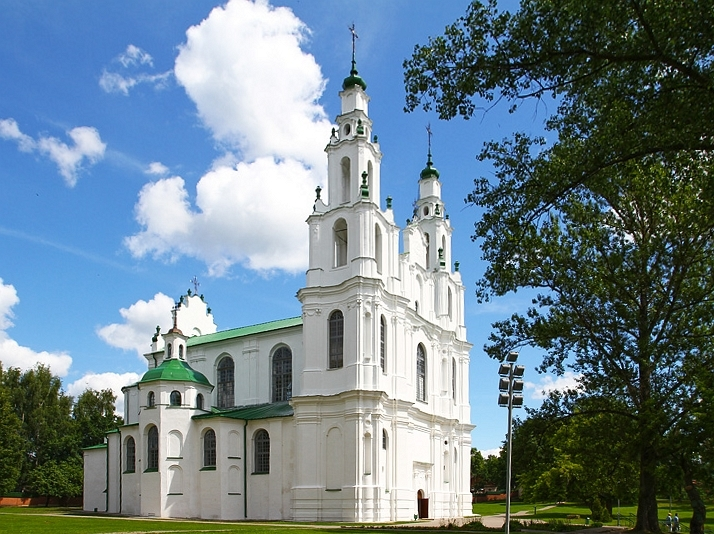
Katedrála sv. Sofie v Polocku, jeden z nejstarších kostelů v zemi

Podle sčítání lidu z listopadu 2011 se 58,9 % všech Bělorusů hlásilo k nějakému náboženství; z toho pravoslaví tvoří (běloruský exarchát Ruské pravoslavné církve) asi 82 %. Římský katolicismus se praktikuje většinou v západních oblastech a existují také různá odvětví protestantismu. Menšiny také praktikují řecký katolicismus (tzv. uniaté), judaismus, islám (zejm. Lipkové) a novopohanství. Celkově je 48,3 % populace pravoslavných křesťanů, 41,1 % je bez vyznání, 7,1% katolíků a 3,3 % následují jiná náboženství.
Běloruská katolická menšina je soustředěna v západní části země, zejména kolem Hrodna, je složena ze směsi Bělorusů a dále polské a litevské menšiny. Prezident Lukašenko uvedl, že pravoslavní a katoličtí věřící jsou „dvěma hlavními vyznáními v naší zemi“.
Původně (až do 16. století) byla drtivá většina obyvatelstva Bílé Rusi pravoslavná, ale postupem času sílily přestupy (hlavně šlechticů) k protestantským církvím a ke katolicismu. Po vyhlášení brestlitevské unie roku 1596 vznikla řeckokatolická církev (a pravoslaví bylo zároveň postaveno mimo zákon).[zdroj?] Hrubé snahy o její všeobecné prosazení vyvolaly ohromný odpor (např. povstání ve Vitebsku) pravoslavného obyvatelstva i většiny duchovenstva, takže nakonec muselo být roku 1635 pravoslaví opět oficiálně povoleno. Přestože běloruský lid a nižší šlechta vnímali řecké katolictví jako vnucovanou víru, získávalo postupně v dalších staletích své stoupence i v těchto vrstvách a v 19. století začalo být uniatství chápáno a vyzdvihováno jako charakteristický rys běloruského národa. V důsledku vnucovaného – pro změnu – pravoslaví ze strany carské moci, však uniaté nezískali tak silné pozice jako na Malé Rusi/Ukrajině.[zdroj?]
Původně početná komunita běloruských židů byla zdecimována za 2. světové války, zbytek po rozpadu SSSR odešel do Izraele. Z původně sedmisettisícové komunity tak zbývá zhruba 10 000 Židů. Vysoký podíl ateistů je mj. důsledkem omezení dřívějšího církevního vlivu na školství, zejména v době Sovětského svazu.[zdroj?]
Aktuální informace přicházejí zřídka. Organizace Forum 18 přinesla zprávu o náboženském životě za rok 2023: prezident Alexandr Lukašenko podepsal 30. prosince 2023 nový represivní zákon upravující situaci náboženských společenství a věřících v zemi. Represe jsou spatřovány v omezování náboženských práv menšinových skupin náboženských i jazykových, třeba aktivity církví včetně humanitárních jsou povoleny pouze v běloruštině nebo ruštině. Dále některé organizace nebo společenství mohou být nahlíženy jako extrémistické. Naopak posílena má být role Běloruské pravoslavné církve moskevského patriarchátu. I v pravoslavné církvi jsou však duchovní kontrolováni a vyslýcháni pro zjištění postoje k okupaci Krymu a dalším souvisejícím událostem.
Působení neregistrovaných náboženských společenství a účast na jejich aktivitách bylo v roce 2022 označeno za trestný čin, za který hrozí až dva roky vězení.
Od 5. července 2024 v Bělorusku probíhá povinná přeregistrace všech 3 592 registrovaných náboženských společenství podle nového zákona, jejž podepsal prezident Lukašenko na konci roku 2023. Nový zákon s sebou přináší přísnější podmínky: Nově mohou v Bělorusku působit jen ty náboženské organizace, které čítají nejméně 15 společenství ve všech sedmi běloruských regionech, z nichž nejméně jedna musí být registrována alespoň 30 let. Zároveň každé společenství musí sdružovat minimálně 20 členů starších 18 let. I oni musí být jako členové registrováni. Jako další podmínku zákon stanoví, že náboženské vyučování dětí a dospělých, sdílení víry a vydávání náboženské literatury nesmí být v rozporu s „ideologií běloruského státu“. Tato ideologie však není nikde definována. Náboženské organizace mají být zakázány, pokud se staví proti „základním směrům domácí a zahraniční politiky Běloruska“. A konečně trestní zákon § 193-1 trestá „organizaci nebo účast na činnosti neregistrované politické strany, nadace, občanské nebo náboženské organizace“ pokutou nebo odnětím svobody až na dva roky. Přitom podmínky nového zákona nesplňuje například Muslimská rada. A jako nepovolené náboženské organizace staví mimo zákon i organizace lidskoprávní jako například Christian Vision, dokumentující právě porušování práv na svobodu vyznání v Bělorusku.
Duchovní služba ve věznicích je pravděpodobně v řadě případů vězněným odpírána. Totéž se týká i duchovní literatury jiné provenience než pravoslavné. A v případě mimokřesťanských náboženství může takový požadavek vést i k postihům a represím.

## Kultura

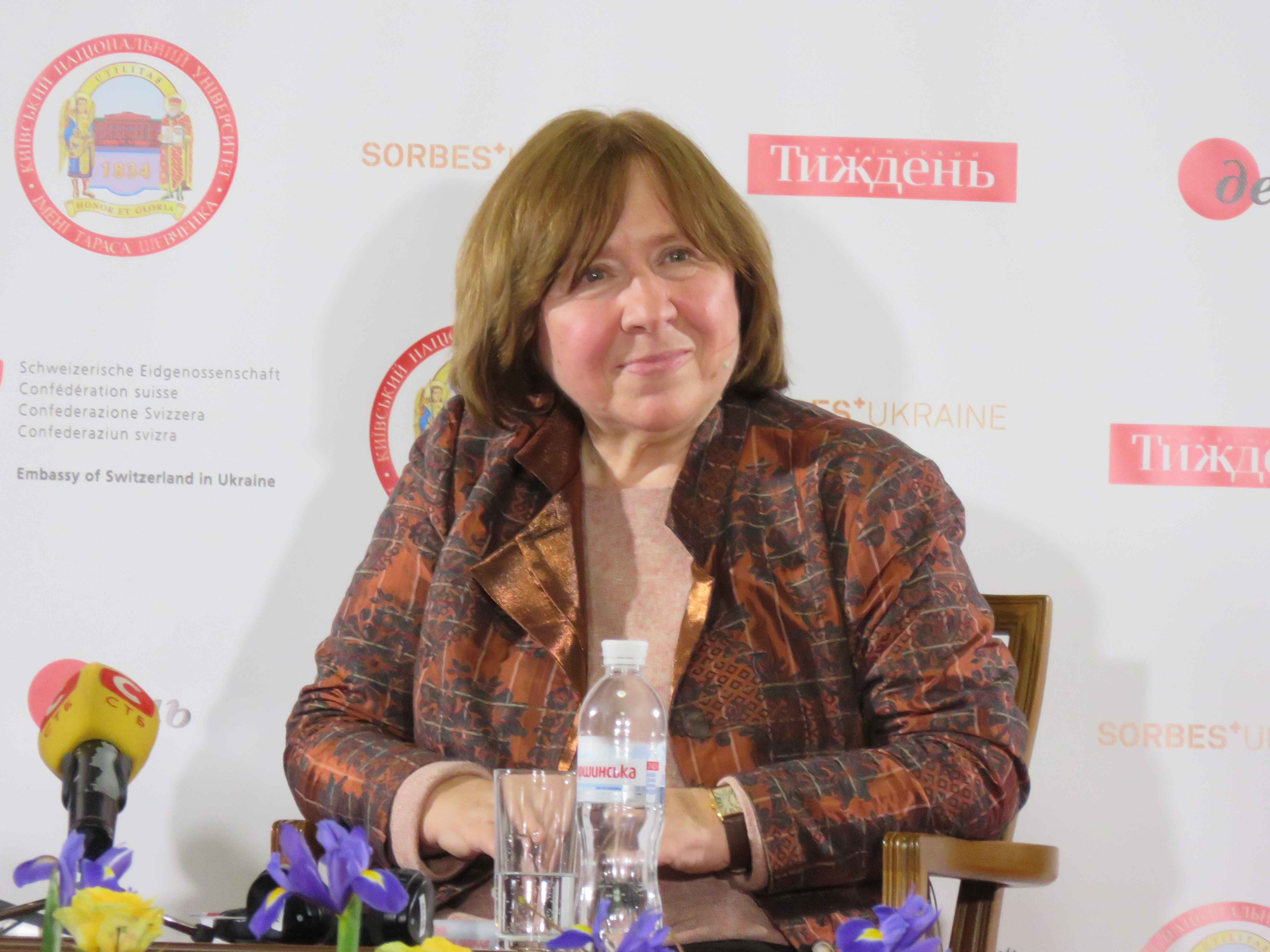
Světlana Alexijevičová

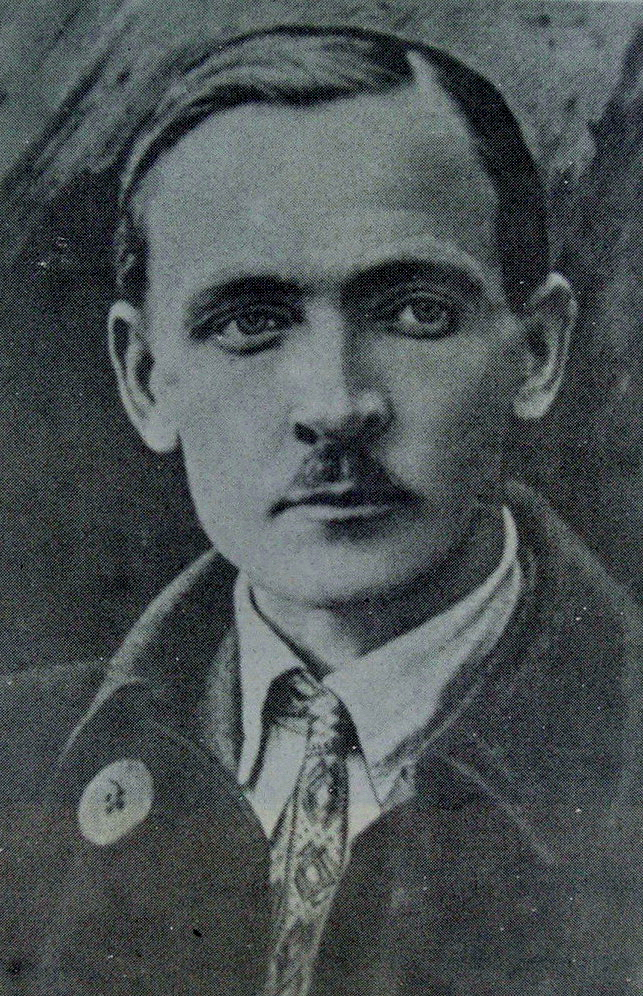
Janka Kupala

Nejslavnějším běloruským spisovatelem je patrně Janka Kupala. Světlana Alexijevičová, která roku 2015 získala Nobelovu cenu za literaturu, žije od roku 2020 v exilu.
Za hranice své vlasti pronikli rovněž autoři jako Jakub Kolas, Maksim Bahdanovič, Vasil Bykav, Uladzimir Karatkevič, Alěs Adamovič, Maksim Tank či Ryhor Baradulin. K zakladatelům běloruského písemnictví patří Cyril Turovský. František Skorina přeložil do běloruštiny Bibli. Vyšla roku 1517 v Praze, jako vůbec první tištěná kniha východní Evropy (Skorina v Praze působil jako císařský zahradník). Skorina též kodifikoval staroběloruštinu. V 17. století působil osvícenec Simeon Polockij. Ke klíčovým figurám národního obrození patřili básnířka Alaiza Paškevičová či spisovatel Konstanty Kalinowski. Z protikomunistického exilového proudu běloruské literatury je známa Natalia Arseněva nebo Larysa Henijušová, která své první běloruské básně napsala a vydala v Praze, krátce po únorovém komunistickém převratu však byla zatčena a deportována do Sovětského svazu, kde pak strávila osm let v gulagu.
Pro rozvoj moderní běloruštiny a literatury měl velký význam časopis Naša Niva založený roku 1906. První generace jeho autorů byla nazývána našanivská. Od roku 2021 je Naša Niva v Bělorusku zakázána a její šéfredaktor Jahor Marcinovič a redaktor Andrej Skurko byli roku 2022 odsouzeni na 2,5 roku do vězení. Existuje pouze jako webové periodikum, které působí v zahraničí.
Významnou operní pěvkyní současnosti je Nadzeja Kučarová, vítězka BBC Cardiff Singer of the World competition z roku 2015. V populární hudbě dokázal získat mezinárodní úspěch houslista Alexander Rybak, který má dnes ovšem norské občanství. Legendou běloruského folku je skupina Pesňary. Největším hudebním festivalem je Slavjanski bazar, který se každoročně koná ve Vitebsku a zaměřuje se primárně na populární hudbu ze slovanských zemí, ale často soutěží i umělci z neslovanských států, vítězem hlavní soutěže se stal již i zástupce Izraele či Mexika.

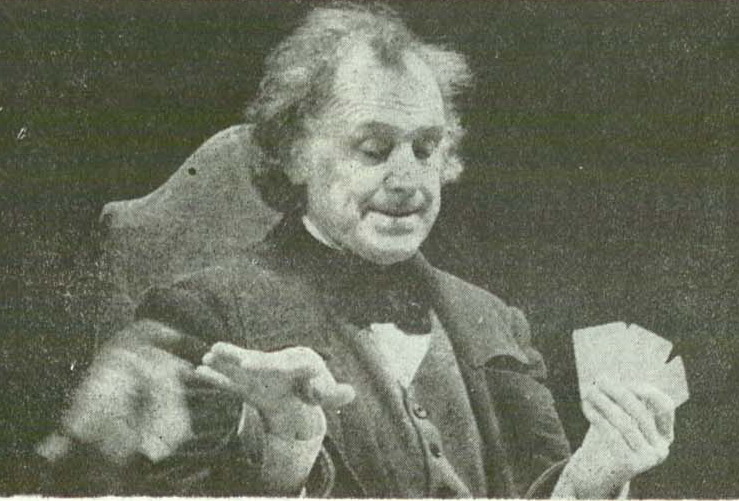
Innokentij Smoktunovskij

Vysokou prestiž má baletní soubor Národního akademického divadla v Minsku (Нацыянальны акадэмічны Вялікі тэатр оперы і балета), jeho choreograf Valentin Jelizarjev získal roku 1996 prestižní Cenu Benois de la danse. Hereckými hvězdami sovětského filmu byl Innokentij Smoktunovskij nebo Petr Šelochonov.
Na území současného Běloruska se narodila i řada osobností, které jsou dnes vnímány spíše jako Poláci – jsou to zejména spisovatel Adam Mickiewicz a hudební skladatel Stanisław Moniuszko. Na území Běloruska kdysi sídlila též významná židovská komunita. Místo narození Bělorusko má tudíž ve svém životopise mnoho židovských osobností – malíř Marc Chagall, herec Solomon Michoels, malíř Chaïm Soutine, sochaři Ossip Zadkine a Zair Azgur, nebo hudební skladatel Irving Berlin.[zdroj?]

### Kuchyně

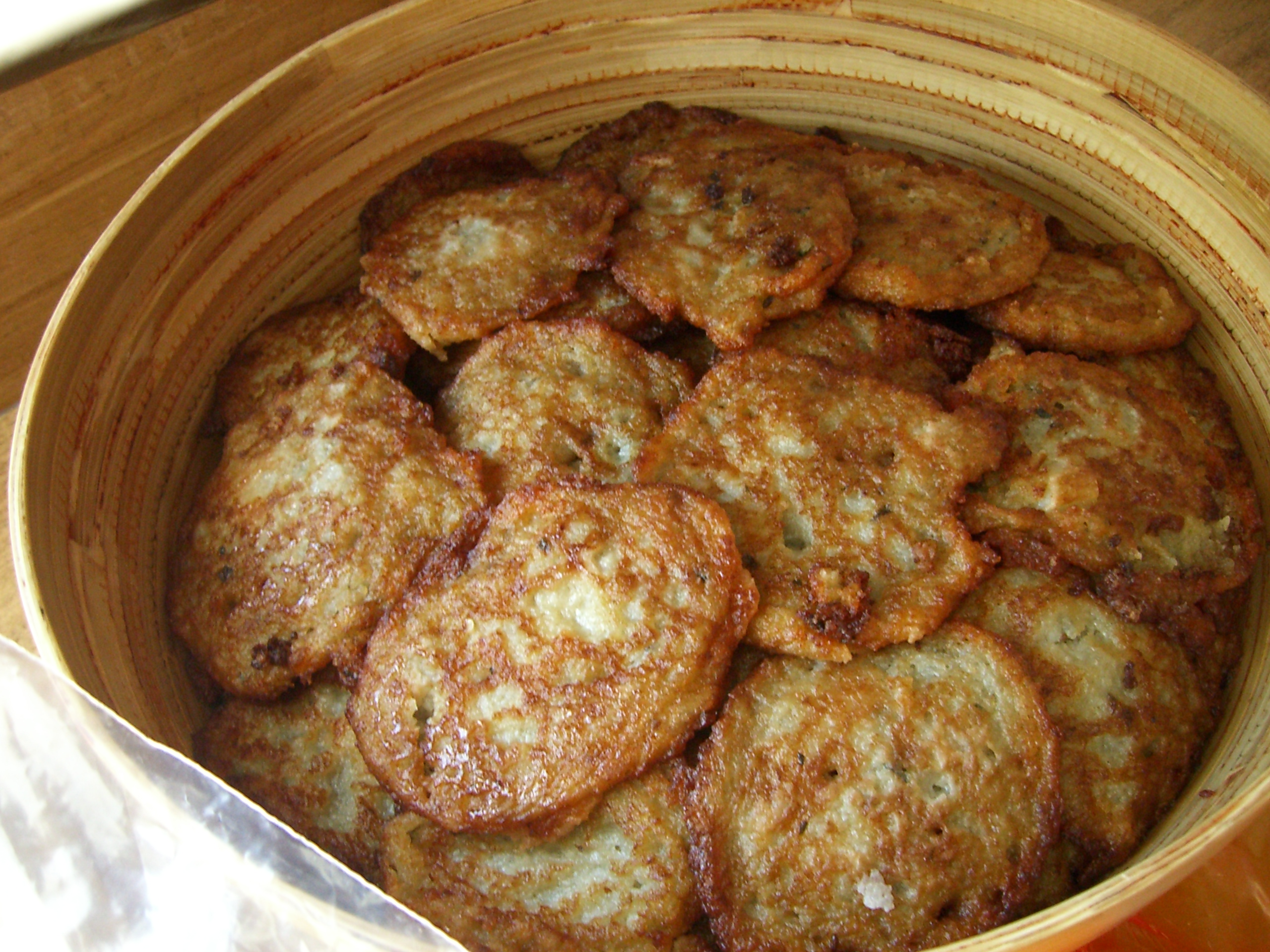
Draniki

Podobně jako Češi využívají Bělorusové ve své kuchyni často houby. Podávají se jako hlavní jídlo (zejm. hřiby na smetaně), jako polévka, omáčka i jako krém. Další základní surovinou jsou brambory, z nichž je připravováno asi nejtypičtější běloruské jídlo – draniki, což je obdoba bramboráku. Palačinkám jsou podobné tzv. bliny. Z ruské, resp. ukrajinské kuchyně Bělorusové převzali boršč. Minsk převzal více středoevropské vlivy, což je poznat na oblibě řízku či speciality filet á la Minsk. Velmi se užívá česnek a kmín.[zdroj?]
Oblíbeným místním nápojem je kvas, vyráběný ze sladu, cukru, máty peprné a ovoce. Místní specialitou je likér Bělověžskaja, vyráběný ze stovky druhů rostlin a likér Krambambula. Hodně se pije také vodka. Neblaze proslulé je levné jablečné víno čarnila, s jehož konzumací v nejnižších vrstvách společnosti se vláda snaží bojovat.
Zvláštností je, že v Bělorusku je považováno za neslušné jíst na veřejnosti. Díky tomu se také vůbec neprosadilo rychlé občerstvení.

### Věda

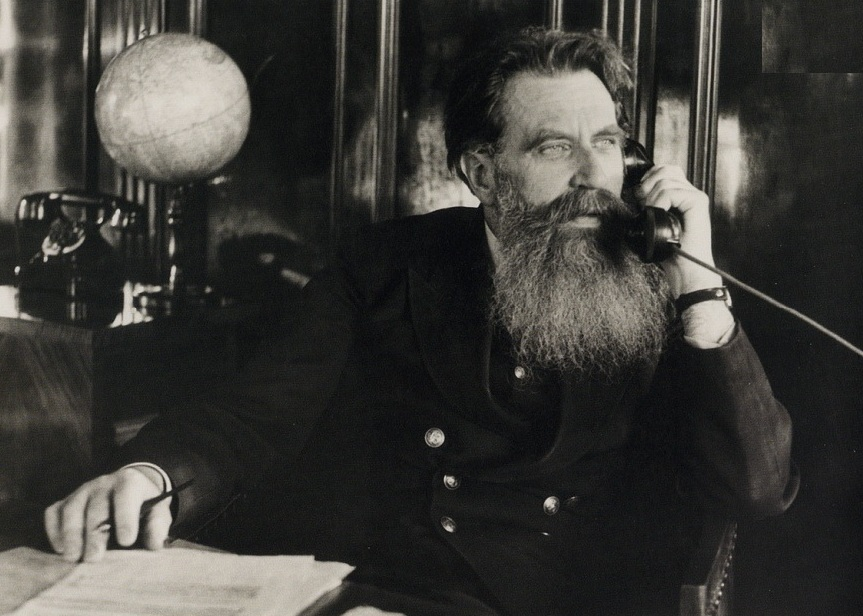
Otto Šmidt

K nejvýznamnějším běloruským vědeckým osobnostem patří nositel Nobelovy ceny za fyziku z roku 2000 Žores Ivanovič Alfjorov a letecký konstruktér Pavel Suchoj. Na vývoji sovětských jaderných zbraní se podílel fyzik Jakov Borisovič Zeldovič. Běloruský původ měl rovněž psycholog Lev Vygotskij, fyzik Leonid Isaakovič Mandelštam či matematik Otto Šmidt. V běloruském Kobrynu se narodil též americký matematik Oscar Zariski. V sovětské vědě působil matematik-topolog Lev Schnirelmann. Jan Czerski je autorem první mapy jezera Bajkal.[zdroj?]
Otcem běloruské vzdělanosti je kněz Cyril Turovský. Lingvista Branislav Taraškievič je tvůrcem spisovné běloruštiny, která nese i jeho jméno – taraškievica. Nedaleko Miru se narodil filozof Salomon Maimon. Nobelovu cenu za ekonomii získal roku 1971 běloruský rodák Simon Kuznets. Významným marxistickým teoretikem byl Alexandr Bogdanov.
Nejvýznamnější běloruskou vědeckou a vzdělávací institucí je Běloruská státní univerzita v Minsku. Podle žebříčku QS World University Rankings 2023 jde o 288. nejlepší vysokou školu na světě (což je zcela shodné umístění, jakého dosáhla Univerzita Karlova).

### Sport

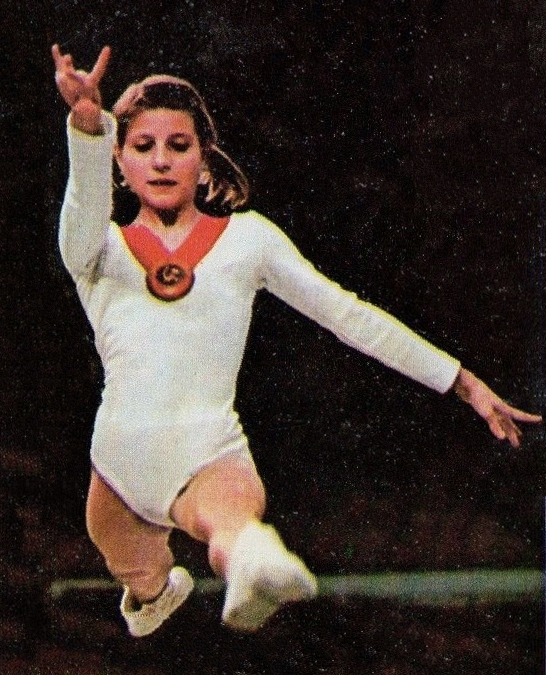
Olga Korbutová

Nejúspěšnějšími individuálními běloruskými sportovci jsou sportovní gymnasté Vitalij Ščerbo, s rekordními osmi tituly mistra světa a šesti zlatými z olympiády, a Olga Korbutová, která získala čtyři zlaté olympijské medaile. Běloruskou gymnastickou školu úspěšně reprezentovala též Světlana Boginská, nebo trampolinisté Uladzislau Gančarou a Ivan Litvinovič. Zápasník Alexandr Medveď získal zlatou medaili na třech po sobě jdoucích olympiádách. Volejbalista Georgij Mondzolevskij má dvě zlaté a v roce 2012 byl uveden do Síně slávy Mezinárodní volejbalové federace. Kanoista Vladimir Parfenovič má tři olympijská zlata.

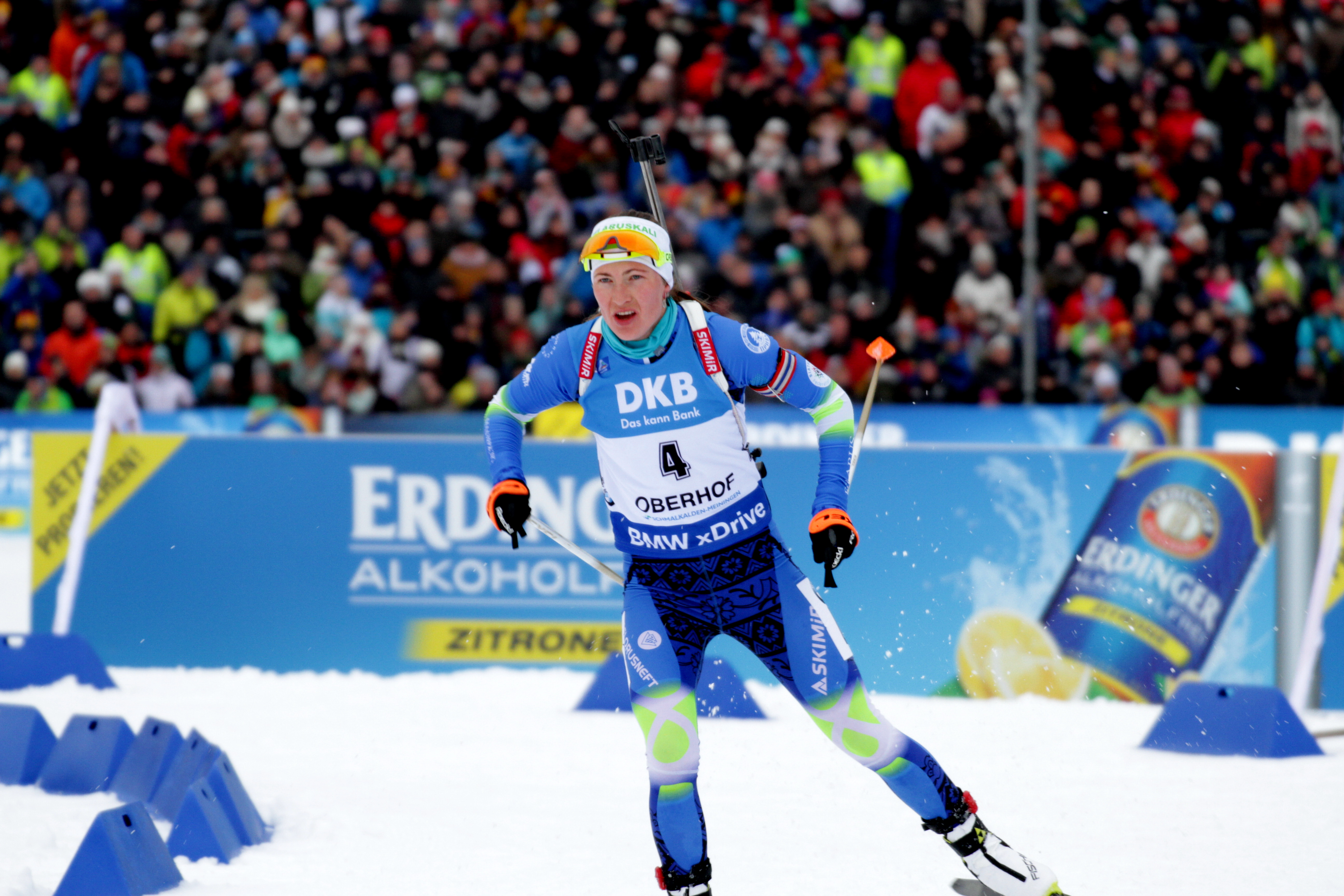
Darja Domračevová

Zřejmě nejúspěšnějším běloruským sportovcem současnosti je biatlonistka Darja Domračevová, která získala již čtyři zlaté medaile na olympijských hrách. Sprinterka Julija Něstěrenková dokázala i v éře dominance černošských běžkyň vybojovat zlato na olympijských hrách v běhu na 100 metrů, v Athénách roku 2004. V posledních letech se Bělorusové začali silně prosazovat v akrobatickém lyžování, olympijské zlato získali již čtyři akrobatičtí lyžaři: Alexej Grišin, Anton Kušnir, Alla Cuperová a Hanna Husková. Samostatné Bělorusko na olympijských hrách získalo od roku 1994 dvacet jedna zlatých olympijských medailí.
Nejpopulárnějším sportem v Bělorusku je fotbal. Nejznámějším běloruským fotbalistou posledních let je Alexandr Hleb, z časů SSSR pak Sergej Alejnikov. Nejúspěšnějším běloruským fotbalovým klubem je Bate Borisov, od roku 2008 pravidelný účastník skupinové části Ligy mistrů. 

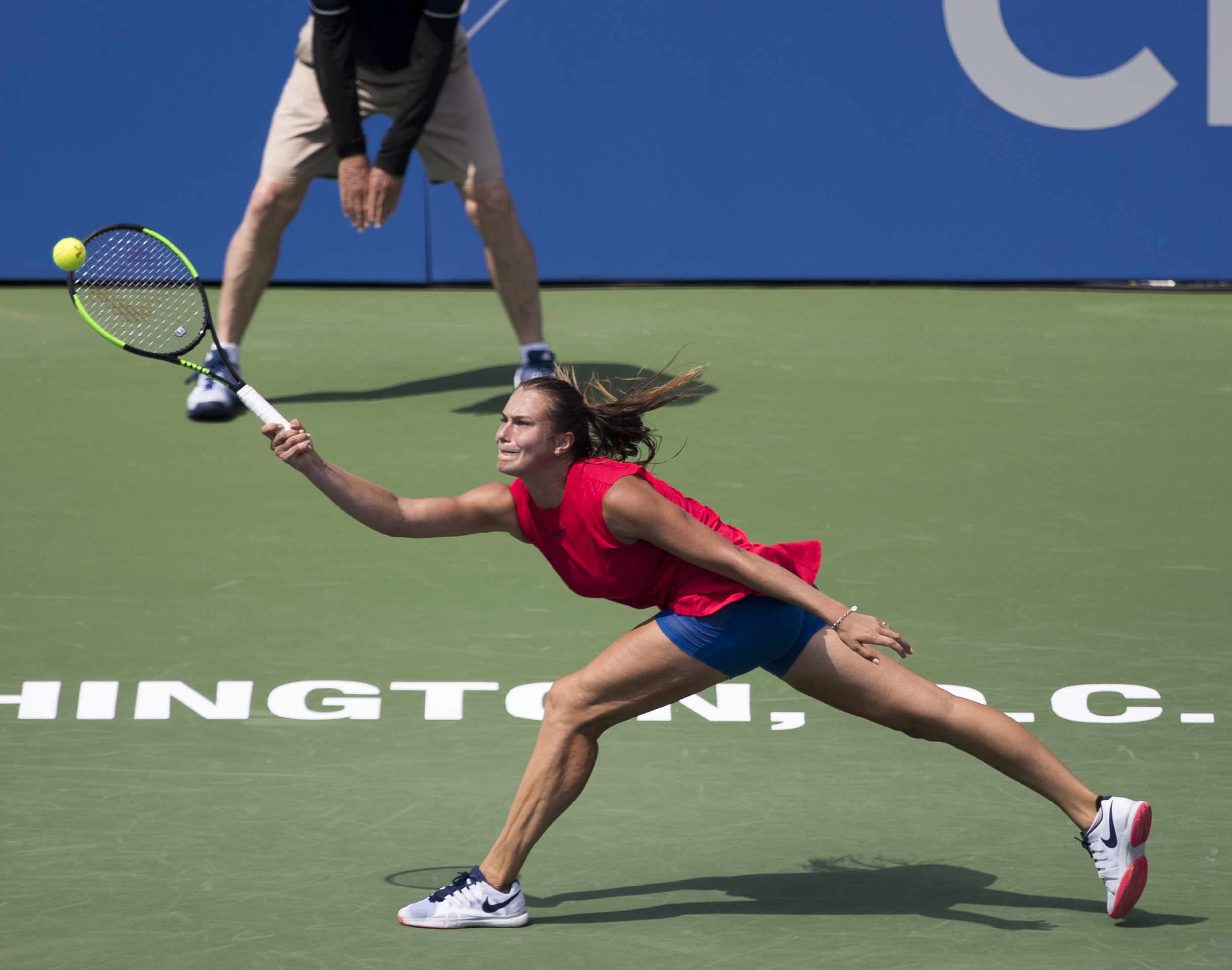
Aryna Sabalenková

Druhým nejpopulárnějším sportem je lední hokej, běloruská reprezentace dosáhla nejlepšího úspěchu na olympijských hrách 2002, kde skončila na čtvrtém místě. Klub HK Dinamo Minsk hraje Kontinentální ligu. Bělorusko hostilo mistrovství světa v ledním hokeji v roce 2014. Další šampionát mělo Bělorusko uspořádat spolu s Lotyšskem v roce 2021, ale kvůli politickým nepokojům se zde nakonec nekonal. Roku 2019 pořádalo Bělorusko ve svém hlavním městě Evropské hry. Dlouholetý vládce Alexander Lukašenko klade na sport velký důraz a sám od roku 1997 předsedá běloruskému olympijskému výboru.
Od devadesátých let 20. století uspěli běloruští sportovci i v tenise, kde věhlasu dosáhly Viktoria Azarenková (světová jednička a vítězka Australian Open), Nataša Zverevová, nebo Aryna Sabalenková, která vyhrála Australian open v roce 2023 i 2024. V šachu se prosadil Lev Polugajevskij.[zdroj?]